# Ribeauvillé
Ne doit pas être confondu avec Ribeauville.
Ribeauvillé [ʁibovile] , en Allemand, Rappoltsweiler, et en Alsacien, Ràppschwihr, est une commune française située dans la circonscription administrative du Haut-Rhin et, depuis le 1er janvier 2021, dans le territoire de la collectivité européenne d'Alsace, en région Grand Est.
Cette commune se trouve dans la région historique et culturelle d'Alsace.
Ses habitantes sont appelés les Ribeauvilloises et ses habitants, les Ribeauvillois.
Elle avait le statut de sous-préfecture jusqu'au 1er janvier 2015, date du rattachement de l'arrondissement avec celui de Colmar pour former l'arrondissement de Colmar-Ribeauvillé.

## Géographie

### Localisation
Ribeauvillé se trouve sur la route des vins d'Alsace, au pied du massif des Vosges. Elle fait partie du parc naturel régional des Ballons des Vosges.
La ville est traversée par le Strengbach.

### Communes limitrophes
Les communes limitrophes sont Zellenberg, Hunawihr, Aubure, Sainte-Marie-aux-Mines, Sainte-Croix-aux-Mines, Lièpvre, Saint-Hippolyte, Thannenkirch, Bergheim, Guémar, Riquewihr et Rodern.
| Sainte-Croix-aux-Mines | Lièpvre, Rodern | Thannenkirch Bergheim |
| Sainte-Marie-aux-Mines | Ribeauvillé     | Guémar                |
| Aubure Riquewihr       | Hunawihr        | Zellenberg            |

### Voies ferrées
La gare de Ribeauvillé, située sur la ligne Strasbourg - Bâle, se trouve en fait sur le territoire de la commune de Guémar à environ 4 kilomètres du centre-ville de Ribeauvillé. Elle est fermée au service voyageurs depuis décembre 2011.
Le tramway de Ribeauvillé était un chemin de fer à vapeur qui reliait la gare de Ribeauvillé (établie à Guémar) à la gare de Ribeauvillé-Ville, située à l'emplacement de l'actuelle gare routière. Cette ligne d'intérêt local, à voie métrique, fut mise en service en 1879 puis convertie à la voie normale en 1894. Elle est fermée en 1938.

### Géologie
La source des Ménétriers livre une eau sulfatée, bicarbonatée calcique et sodique, avec d'importantes traces de magnésium. Le débit est de 115 litres par minute, pour un résidu à sec de 2,03 grammes par litre. Les gaz à l'émergence sont l'azote et l'hélium.
L'eau traverse les calcaires coquilliers du Muschelkalk.

### Hydrographie

#### Réseau hydrographique
La commune est dans le bassin versant du Rhin au sein du bassin Rhin-Meuse. Elle est drainée par le Strengbach, le ruisseau l'Adelsbach, le ruisseau l'Altenbach, le Muesbach, le Sillthal et le ruisseau l'Ibach,,.
Le Strengbach, d'une longueur de 17 km, prend sa source dans la commune de Aubure et se jette  dans la Fecht à Guémar, après avoir traversé cinq communes. 

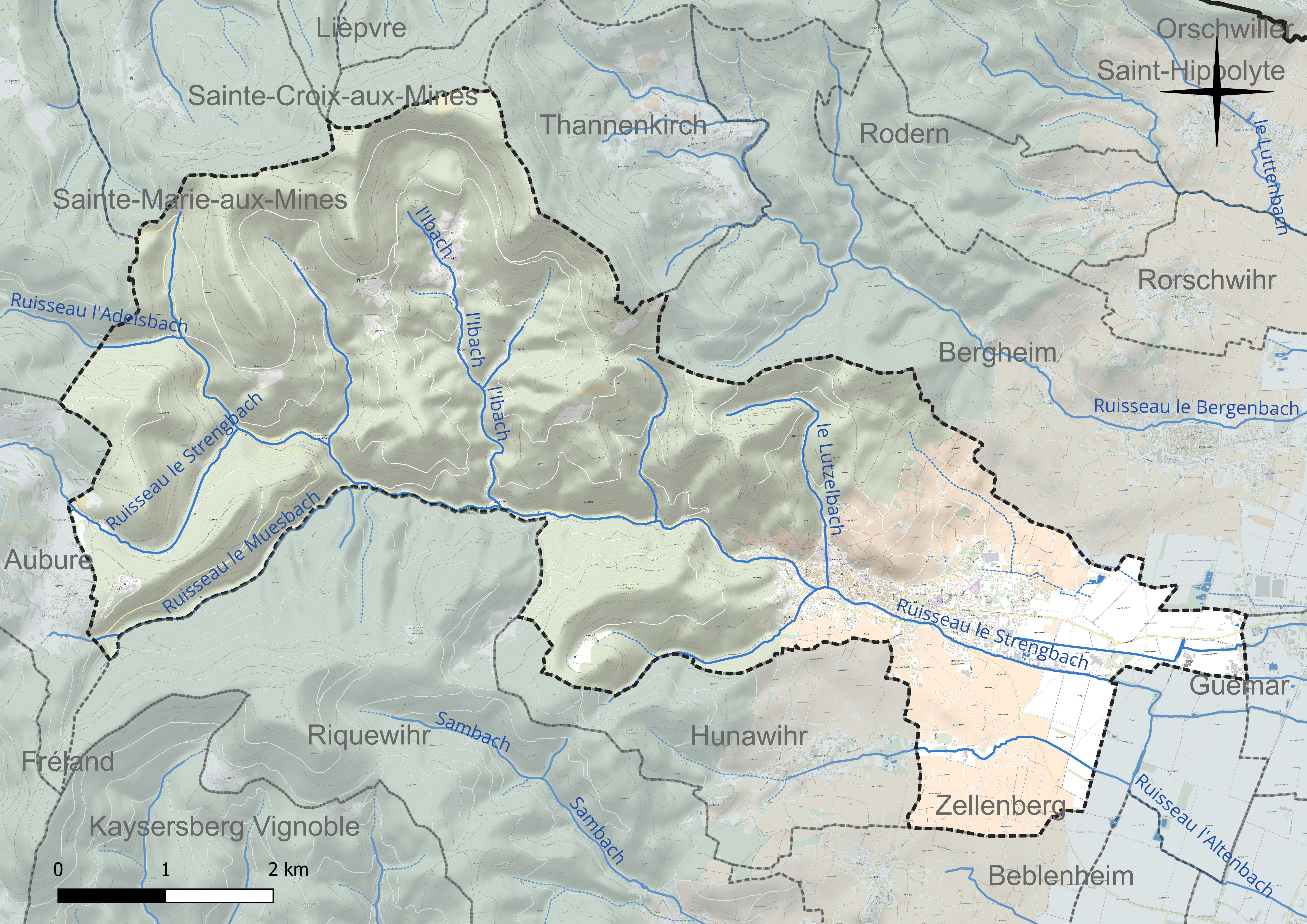
Réseau hydrographique de Ribeauvillé.

#### Gestion et qualité des eaux
Le territoire communal est couvert par le schéma d'aménagement et de gestion des eaux (SAGE) « Ill Nappe Rhin ». Ce document de planification concerne la nappe phréatique rhénane, les cours d'eau de la plaine d'Alsace et du piémont oriental du Sundgau, les canaux situés entre l'Ill et le Rhin et les zones humides de la plaine d'Alsace. Le périmètre s’étend sur 3 596 km2. Il a été approuvé le 17 janvier 2005. La structure porteuse de l'élaboration et de la mise en œuvre est la région Grand Est. 
La qualité des cours d’eau peut être consultée sur un site dédié géré par les agences de l’eau et l’Agence française pour la biodiversité. 

### Climat
Pour des articles plus généraux, voir Climat du Grand Est et Climat du Haut-Rhin.
En 2010, le climat de la commune est de type climat des marges montargnardes, selon une étude du Centre national de la recherche scientifique s'appuyant sur une série de données couvrant la période 1971-2000. En 2020, Météo-France publie une typologie des climats de la France métropolitaine dans laquelle la commune est exposée à un climat semi-continental et est dans la région climatique  Vosges, caractérisée par une pluviométrie très élevée (1 500 à 2 000 mm/an) en toutes saisons et un hiver rude (moins de 1 °C). 
Pour la période 1971-2000, la température annuelle moyenne est de 10,4 °C, avec une amplitude thermique annuelle de 17,5 °C. Le cumul annuel moyen de précipitations est de 903 mm, avec 9,7 jours de précipitations en janvier et 10,1 jours en juillet. Pour la période 1991-2020, la température moyenne annuelle observée sur la station météorologique installée sur la commune est de 10,3 °C et le cumul annuel moyen de précipitations est de 994,9 mm. 
La température maximale relevée sur cette station est de 36,2 °C, atteinte le 25 juillet 2019 ; la température minimale est de −18,8 °C, atteinte le 20 décembre 2009,,. 
| Mois                                  | jan.           | fév.           | mars          | avril         | mai           | juin          | jui.          | août          | sep.          | oct.          | nov.          | déc.           | année      |
| ------------------------------------- | -------------- | -------------- | ------------- | ------------- | ------------- | ------------- | ------------- | ------------- | ------------- | ------------- | ------------- | -------------- | ---------- |
| Température minimale moyenne (°C)     | −1,3           | −1             | 1,4           | 5,1           | 8,3           | 11,9          | 13,8          | 13,1          | 10,4          | 6,9           | 2,7           | −0,2           | 5,9        |
| Température moyenne (°C)              | 1,7            | 2,5            | 5,8           | 10,3          | 13,5          | 17,3          | 19,3          | 18,5          | 15,4          | 11,1          | 6             | 2,8            | 10,3       |
| Température maximale moyenne (°C)     | 4,6            | 6              | 10,1          | 15,6          | 18,6          | 22,7          | 24,7          | 23,8          | 20,3          | 15,2          | 9,3           | 5,8            | 14,7       |
| Record de froid (°C) date du record   | −12,5 07.01.17 | −16,8 05.02.12 | −9,7 14.03.13 | −6,5 04.04.22 | −0,8 12.05.20 | 3,1 02.06.06  | 6,1 03.07.11  | 5,7 26.08.18  | 2 26.09.18    | −4,4 29.10.12 | −8,5 30.11.10 | −18,8 20.12.09 | −18,8 2009 |
| Record de chaleur (°C) date du record | 17,3 26.01.16  | 20 24.02.08    | 24,1 31.03.21 | 27,9 29.04.10 | 31,1 25.05.09 | 35,5 30.06.19 | 36,2 25.07.19 | 35,6 07.08.15 | 31,7 01.09.09 | 28,2 07.10.09 | 21,9 08.11.15 | 17 31.12.21    | 36,2 2019  |
| Précipitations (mm)                   | 89,4           | 77,2           | 75,9          | 65,5          | 91,3          | 83,2          | 82,9          | 82,4          | 72,1          | 91,7          | 85,8          | 97,5           | 994,9      |

| Diagramme climatique                                  |         |             |             |             |              |              |              |              |             |            |             |
| J                                                     | F       | M           | A           | M           | J            | J            | A            | S            | O           | N          | D           |
| 4,6−1,389,4                                           | 6−177,2 | 10,11,475,9 | 15,65,165,5 | 18,68,391,3 | 22,711,983,2 | 24,713,882,9 | 23,813,182,4 | 20,310,472,1 | 15,26,991,7 | 9,32,785,8 | 5,8−0,297,5 |
| Moyennes : • Temp. maxi et mini °C • Précipitation mm |         |             |             |             |              |              |              |              |             |            |             |

Les paramètres climatiques de la commune ont été estimés pour le milieu du siècle (2041-2070) selon différents scénarios d'émission de gaz à effet de serre à partir des nouvelles projections climatiques de référence DRIAS-2020. Ils sont consultables sur un site dédié publié par Météo-France en novembre 2022.

## Urbanisme

### Typologie
Au 1er janvier 2024, Ribeauvillé est catégorisée petite ville, selon la nouvelle grille communale de densité à sept niveaux définie par l'Insee en 2022.
Elle appartient à l'unité urbaine de Ribeauvillé, une unité urbaine monocommunale constituant une ville isolée,. Par ailleurs la commune fait partie de l'aire d'attraction de Colmar, dont elle est une commune de la couronne,. Cette aire, qui regroupe 95 communes, est catégorisée dans les aires de 50 000 à moins de 200 000 habitants,.

### Occupation des sols
L'occupation des sols de la commune, telle qu'elle ressort de la base de données européenne d’occupation biophysique des sols Corine Land Cover (CLC), est marquée par l'importance des forêts et milieux semi-naturels (71,7 % en 2018), une proportion sensiblement équivalente à celle de 1990 (71,9 %). La répartition détaillée en 2018 est la suivante : 
forêts (71,7 %), cultures permanentes (12,5 %), zones urbanisées (5,6 %), terres arables (5 %), zones agricoles hétérogènes (5 %), zones industrielles ou commerciales et réseaux de communication (0,1 %). L'évolution de l’occupation des sols de la commune et de ses infrastructures peut être observée sur les différentes représentations cartographiques du territoire : la carte de Cassini (XVIIIe siècle), la carte d'état-major (1820-1866) et les cartes ou photos aériennes de l'IGN pour la période actuelle (1950 à aujourd'hui).

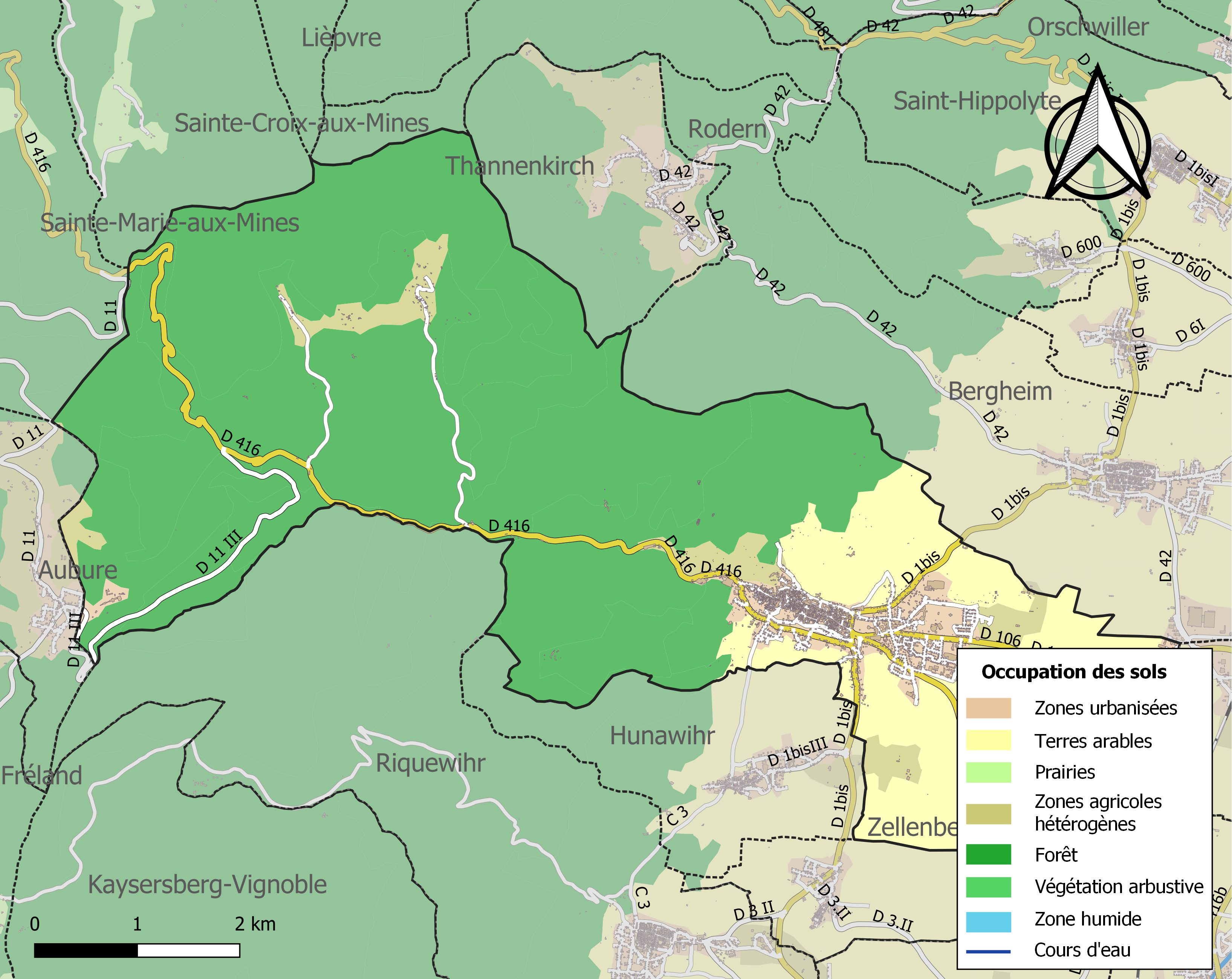
Carte des infrastructures et de l'occupation des sols de la commune en 2018 (CLC).

## Toponymie
Le nom de la ville, à l'époque carolingienne le centre d'un grand domaine régalien ou villa, est attesté en 768 par un diplôme de l'abbé Fulrad qui entérine sous l'autorité de Pépin le Bref le rôle temporel de la lointaine et puissante abbaye de Saint-Denis par les formes latinisées Radbaldovillare ou « Radbertovillare ». Il s'agirait à l'origine de la propriété terrienne (villare) d'un maître inconnu Radbald ou « Radbert », si on explique avec un nom de personne de type germanique que l'on rencontre également dans Ribemont-sur-Ancre (Somme, Robodtimons 1079). Mais le sens pourrait rappeler trivialement le rôle d'assemblée religieuse brillante, de conseil local de ce qui serait déjà un petit chef-lieu où la justice civile et religieuse serait rendue par les autorités régaliennes.
Ratbaldo Vilare (768) ; Ratpoldesuuilare (896) ; Uille Rapolswilr (1162) ; Rapolzwilr (1284) ; Rabaviler (1288) ; Rappolzwilr (1278-1493) ; Rapolzweyer oder Rapoltzweyler (Merian, Top. Als. 32) ; Rabschwihr (1724) ; Ribeauwillé (1793) ; Ribeauwiller (XIXe siècle).
Il est probable que la forme germanique « Rappoltsweiler » ou ses dérivés archaïques n'apparaissent qu'à partir du IXe siècle ou du Xe siècle. Le lien est alors évident avec le toponyme Rappoltstein désignant la hauteur dominant l'ancien domaine régalien ou ce qui deviendra la ville moderne. Rappolstein désigne au XIIe siècle le château qui occupe cette hauteur, son équivalent roman apparu à la même époque est « Ribeaupierre ». Le doublon pratique Rappolstein/Ribeaupierre devient le nom de la lignée seigneuriale et comtale, qui descend d'un des premiers châtelains, Egeloff d'Urselingen, nommé par l'évêque de Bâle. De même, le doublon équivalent Rappoltsweiler/Ribeauvillé est employé respectivement par les populations de langues germaniques et romanes.
Au XIXe siècle, Ribeauvillé est également connue au niveau postal sous les alias de Rabschwyhr et Rappoltzweiller.
En allemand, le nom de la commune est Rappoltsweiler.

## Histoire

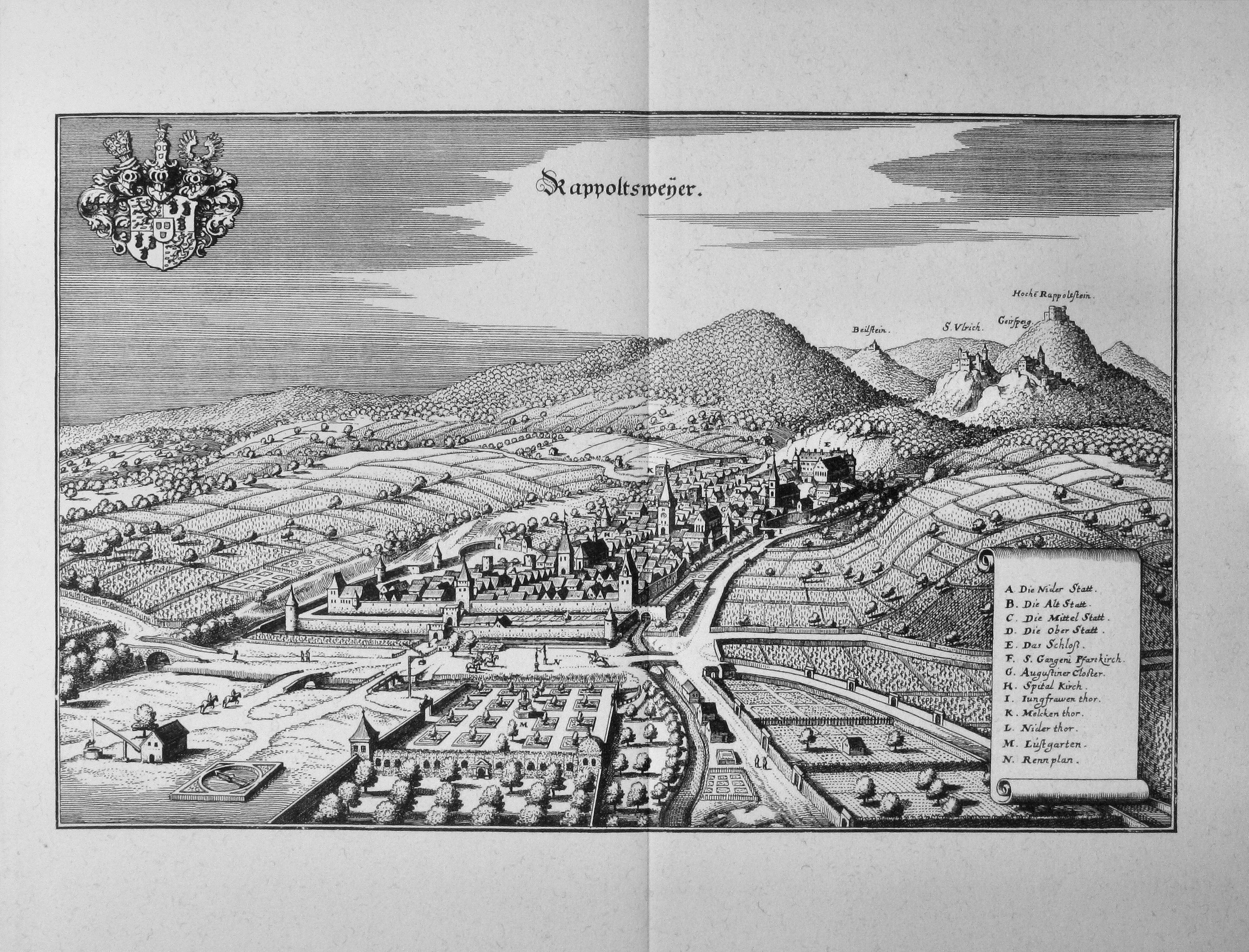
Topographia Alsatiae, Rappoltsweiler

Par un document datant de 1084, l'empereur Henri IV de Franconie fait don d'une terre appelée Rapoldestein à l'évêque de Bâle. En 1178, l'évêque restructure son comté épiscopal avec l'accord du comte de Ferrette. L'évêque de Bâle reçoit en échange la terre de Ribeauvillé ou de Ribeaupierre, avec les droits princiers afférents et les devoirs de protection des populations chrétiennes. Vers 1185, celui-ci la cède à l'un de ses vassaux, militaire et châtelain, le seigneur Eguenolf d'Urslingen ou Egeloff d'Urselingen, issu d'une maison souabe autrefois établie dans le Wurtemberg.

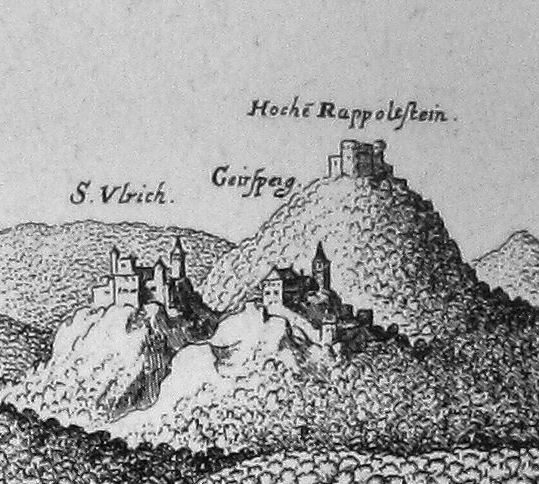
Topographia Alsatiae, Rappoltsweiler, détails

Il serait faux de confondre abusivement la petite ville de Ribeauvillé à l'entrée du Strengbach avec la dynastie seigneuriale et comtale. Elle existe, avec ses maisons vigneronnes ou artisanales, bourgeoises, nobles ou ouvrières, bien avant l'érection du château sommital devenu le « château du prince », avant la construction de l'église paroissiale et du caveau des seigneurs de Ribeaupierre. Comme les terres vosgiennes, parfois lorraines, administrées par les Ribeaupierre, étaient majoritairement romanophones, Ribeauvillé, ville marchande, profite d'un vaste hinterland montagnard que lui envient d'autres villes du piémont alsacien.
Une fois agrandie, il s'agit d'une ville fortifiée marquée par ses quatre portes, donnant naissance à quatre quartiers. La « promenade de Herrengarten » est un stigmate de la présence d'une administration seigneuriale autonome, qui n'a paradoxalement jamais été aussi forte et arrogante que sous la première présence française en Alsace.
Les premiers maîtres et seigneurs de Ribeaupierre avant 1185 entretenaient déjà des liens importants avec la maison de Lorraine, héritière de Gérard d'Alsace et la maison de Dabo-Egisheim. Ils exerçaient diverses tâches déléguées de surveillance de chemins et de protection de chaumes et de forêts, de mines et de carrières sous l'autorité ducale et celle conjointe de l'Empire. C'est pourquoi la seconde maison de Ribeaupierre apparaît dès son installation sur les bans montagnards, par exemple à Orbey et au Hohnack, voire outre-mont dans la haute vallée de la Meurthe à Plainfaing ou Fraize, à Saulcy, assurant la continuité de fonction de la première maison. À cheval sur deux espaces, un grand nombre de seigneurs ou fils de seigneurs de Ribeaupierre ne se dévoile qu'en maîtres de guerre montagnards, souvent revêches à l'autorité supérieure et aussi fortement endettés, voire insoumis comme les terribles Anselme ou Bruno. Parfois, pour nourrir leurs troupes de fidèles combattants, ces chefs de guerre gagent ou pillent leur ville de Ribeauvillé.
Avant les temps modernes, la seigneurie de Hohnack appartenant à l'Autriche antérieure est assimilée au bailliage d'Orbey. Cette seigneurie, centrée sur le château de Hohenack puis sur le bourg d'Orbey, rassemblent en outre les villages et hameaux de Lapoutroie, Grand Trait, Fréland, Labaroche, Le Bonhomme, Les Hautes-Huttes, Les Basses-Huttes, Hachimette, La Cirouche et Ribeaugoutte. Elle est concédée en 1500 par l'empereur Maximilien de Habsbourg aux seigneurs Smasmann et Bruno de Ribeaupierre.
À la même époque, le fief d'Empire de la vallée de Sainte-Marie-aux-Mines est ostensiblement structurée en deux moitiés de bailliage, c'est-à-dire un bailliage pour moitié au duc de Lorraine rive gauche et pour moitié aux Ribeaupierre et aux empereurs Habsbourg à rive droite. Les comtes de Ribeaupierre sont ravalés à un statut de grands ministériaux de l'Empire, et, pour sauver leur petite principauté territoriale, ces bureaucrates intendants et capitaines de guerre doivent s'associer avec l'Empereur, et se restreindre à trouver des intérêts uniquement en Alsace. Il existe aussi les terres de Heiteren, de Wihr et de Guémar, de Zellenberg et de Bergheim, en dehors de Ribeauvillé et Thannenkirch.
La maison des comtes de Ribeaupierre devient, non sans difficulté, protestante, d'abord luthérienne puis calviniste, tout en gardant des fonctions dans le Saint-Empire.
Après la fin de la guerre de Trente Ans en 1648, le conseil de l'Autriche antérieure est démantelée, et ses seigneuries alsaciennes passent en fief à la couronne de France. Une fois reconnue, la maison royale de France conforte plus que jamais de façon amiable les Ribeaupierre dans leur principauté, à la fois montagnarde et étendue du Piémont jusqu'à la plaine alsacienne. Sous la dénomination de comté de Ribeaupierre, elle s'affirme jusqu'à la Révolution française.
Louis XIV, maître de l'Alsace, très respectueux des droits des princes alsaciens ou allemands, confère le comté au prince de Birkenfeld. À la mort de ce dernier prince, la maison ducale des Deux-Ponts recueille l'héritage, qui passe ensuite à la maison palatine et électorale de Bavière.
Après une manufacture de cotonnades, une filature importante s'établit en 1860. Le lien avec les communautés montagnardes, source de son ancienne prospérité, s'est étiolé, en absence de chemin de fer techniquement possible vers la montagne ou de routes performantes. Au contraire, la ville subit depuis deux décennies la concurrence des autres villes alsaciennes.
Un peu avant 1880, la ville qui garde son cachet ancien ne compte que 5 784 habitants. À 1 km dans la vallée, au bout d'un chemin bordé de peupliers, subsiste alors les ruines de Notre-Dame-de-Tusenbach, ancien lieu de pèlerinage.

## Politique et administration

### Sous-préfecture
Ribeauvillé était le chef-lieu de l'arrondissement de Ribeauvillé et possédait une sous-préfecture. La fusion des arrondissements de Ribeauvillé et de Colmar est annoncée en avril 2014.
La sous-préfecture de Ribeauvillé est définitivement fermée le 1er janvier 2015. Ses services sont transférés à la préfecture de Colmar.
Le bâtiment de la sous-préfecture, construit en 1898 par les Allemands, a été racheté par la ville. Il sera transformé en Maison du patrimoine et accueillera les archives de la ville ainsi que le cercle de recherche historique de Ribeauvillé et environs.

### Résultats des élections présidentielles de 2002 à 2012 (2etour)
2002 : Inscrits : 3 452 - Abst. : 19,64 % - Jacques Chirac : 2 121 voix (79,41 %) - Jean-Marie Le Pen : 550 voix (20,59 %)
2007 : Inscrits : 3 525 - Abst. : 14,98 % - Nicolas Sarkozy : 2 080 voix (72,70 %) - Ségolène Royal : 781 voix (27,30 %)
2012 : Inscrits : 3 569 - Abst. : 18,46 % - Nicolas Sarkozy : 1 898 voix (69,45 %) - François Hollande : 835 voix (30,55 %)
(Source : Ministère de l'Intérieur).

### Finances locales
Cette sous-section présente la situation des finances communales de Ribeauvillé.
Pour l'exercice 2013, le compte administratif du budget municipal de Ribeauvillé s'établit à  10 154 000 € en dépenses et 12 916 000 € en recettes :
En 2013, la section de fonctionnement se répartit en 6 632 000 €  de charges (1 320 € par habitant) pour 8 506 000 € de produits (1 692 € par habitant), soit un solde de 1 874 000 € (373 € par habitant), :
- le principal pôle de dépenses de fonctionnement est celui des charges de personnels[Note 7] pour  2 637 000 € (40 %), soit 525 € par habitant, ratio voisin de la valeur moyenne de la strate. Pour la période allant de 2009 à 2013, ce ratio augmente de façon continue de 465 € à 525 € par habitant ;
- la plus grande part des recettes est constituée des impôts locaux[Note 8] pour une somme de 2 615 000 € (31 %), soit 520 € par habitant, ratio inférieur de 22 % à la valeur moyenne pour les communes de la même strate (666 € par habitant). En partant de 2009 et jusqu'à 2013, ce ratio augmente de façon continue de 440 € à 520 € par habitant.

Les taux des taxes ci-dessous sont votés par la municipalité de Ribeauvillé. Ils ont varié de la façon suivante par rapport à 2012 :
- la taxe d'habitation constante 16,92 % ;
- la taxe foncière sur le bâti sans variation 10,07 % ;
- celle sur le non bâti constante 50,45 %.

La section investissement se répartit en emplois et ressources. Pour 2013, les emplois comprennent par ordre d'importance :
- des dépenses d'équipement[Note 10] pour  2 579 000 € (73 %), soit 513 € par habitant, ratio supérieur de 13 % à la valeur moyenne pour les communes de la même strate (453 € par habitant). Depuis 5 ans, ce ratio fluctue et présente un minimum de 513 € par habitant en 2013 et un maximum de 734 € par habitant en 2012 ;
- des remboursements d'emprunts[Note 11] pour une somme de 447 000 € (13 %), soit 89 € par habitant, ratio inférieur de 10 % à la valeur moyenne pour les communes de la même strate (99 € par habitant).

Les ressources en investissement de Ribeauvillé se répartissent principalement en :
- fonds de Compensation pour la TVA pour une valeur totale de 430 000 € (10 %), soit 86 € par habitant, ratio supérieur de 83 % à la valeur moyenne pour les communes de la même strate (47 € par habitant). Pour la période allant de 2009 à 2013, ce ratio fluctue et présente un minimum de 79 € par habitant en 2011 et un maximum de 110 € par habitant en 2010 ;
- nouvelles dettes pour une valeur totale de 350 000 € (8 %), soit 70 € par habitant, ratio inférieur de 29 % à la valeur moyenne pour les communes de la même strate (98 € par habitant).

L'endettement de Ribeauvillé au 31 décembre 2013 peut s'évaluer à partir de trois critères : l'encours de la dette, l'annuité de la dette et sa capacité de désendettement :
- l'encours de la dette pour un montant de 4 937 000 €, soit 982 € par habitant, ratio inférieur de 12 % à la valeur moyenne pour les communes de la même strate (1 116 € par habitant). Depuis 5 ans, ce ratio fluctue et présente un minimum de 908 € par habitant en 2011 et un maximum de 1 011 € par habitant en 2012[A2 5] ;
- l'annuité de la dette pour une valeur de 641 000 €, soit 127 € par habitant, ratio voisin de la valeur moyenne de la strate. Depuis 5 ans, ce ratio fluctue et présente un minimum de 115 € par habitant en 2012 et un maximum de 145 € par habitant en 2010[A2 5] ;
- la capacité d'autofinancement (CAF) pour  2 163 000 €, soit 430 € par habitant, ratio supérieur de 93 % à la valeur moyenne pour les communes de la même strate (223 € par habitant). Depuis 5 ans, ce ratio fluctue et présente un minimum de 430 € par habitant en 2013 et un maximum de 543 € par habitant en 2011[A2 6]. La capacité de désendettement est d'environ 2 années en 2013. Sur une période de 14 années, ce ratio est constant et faible (inférieur à 4 ans)

### Jumelages
- Landau in der Pfalz (Allemagne)
- Contacts avec son presqu'homophone Ribeauville (Aisne), qui ne partage cependant pas la même étymologie : Ribaudivilla en 1248 (NPAG, III, 432a); du nom de personne germanique Ribaldus (NPAG, I. 188a) + ville « domaine rural »

### Sécurité et Justice
Une brigade de la gendarmerie nationale est présente dans la commune ainsi qu'une police municipale.
Le tribunal d'instance de Ribeauvillé est aujourd'hui fermé à la suite de la réforme de la carte judiciaire.

### Services publics et enseignement
Ribeauvillé dispose d'un bureau de poste et d'une caserne de pompiers.
La ville compte  un collège public d'enseignement secondaire (le collège les Ménétriers), un collège privé d'enseignement secondaire (l'Institution Sainte Marie) et un lycée d'enseignement général et technologique public (le lycée Ribeaupierre).

## Population et société

### Démographie
L'évolution du nombre d'habitants est connue à travers les recensements de la population effectués dans la commune depuis 1793. Pour les communes de moins de 10 000 habitants, une enquête de recensement portant sur toute la population est réalisée tous les cinq ans, les populations de référence des années intermédiaires étant quant à elles estimées par interpolation ou extrapolation. Pour la commune, le premier recensement exhaustif entrant dans le cadre du nouveau dispositif a été réalisé en 2004.

En 2022, la commune comptait 4 723 habitants, en évolution de −0,8 % par rapport à 2016 (Haut-Rhin : +0,66 %, France hors Mayotte : +2,11 %).
| 1793  | 1800  | 1806  | 1821  | 1831  | 1836  | 1841  | 1846  | 1851  |
| ----- | ----- | ----- | ----- | ----- | ----- | ----- | ----- | ----- |
| 4 360 | 4 714 | 4 766 | 5 246 | 6 558 | 7 171 | 7 295 | 7 558 | 7 338 |

| 1856  | 1861  | 1866  | 1871  | 1875  | 1880  | 1885  | 1890  | 1895  |
| ----- | ----- | ----- | ----- | ----- | ----- | ----- | ----- | ----- |
| 7 007 | 7 181 | 7 146 | 6 316 | 5 785 | 6 013 | 5 904 | 5 920 | 6 052 |

| 1900  | 1905  | 1910  | 1921  | 1926  | 1931  | 1936  | 1946  | 1954  |
| ----- | ----- | ----- | ----- | ----- | ----- | ----- | ----- | ----- |
| 6 098 | 5 990 | 5 846 | 5 019 | 4 977 | 5 000 | 4 882 | 4 809 | 4 764 |

| 1962  | 1968  | 1975  | 1982  | 1990  | 1999  | 2004  | 2006  | 2009  |
| ----- | ----- | ----- | ----- | ----- | ----- | ----- | ----- | ----- |
| 4 314 | 4 137 | 4 282 | 4 506 | 4 774 | 4 929 | 4 948 | 4 973 | 4 798 |

| 2014  | 2019  | 2022  | - | - | - | - | - | - |
| ----- | ----- | ----- | - | - | - | - | - | - |
| 4 740 | 4 665 | 4 723 | - | - | - | - | - | - |

- population provisoire pour 2004 : 4 948

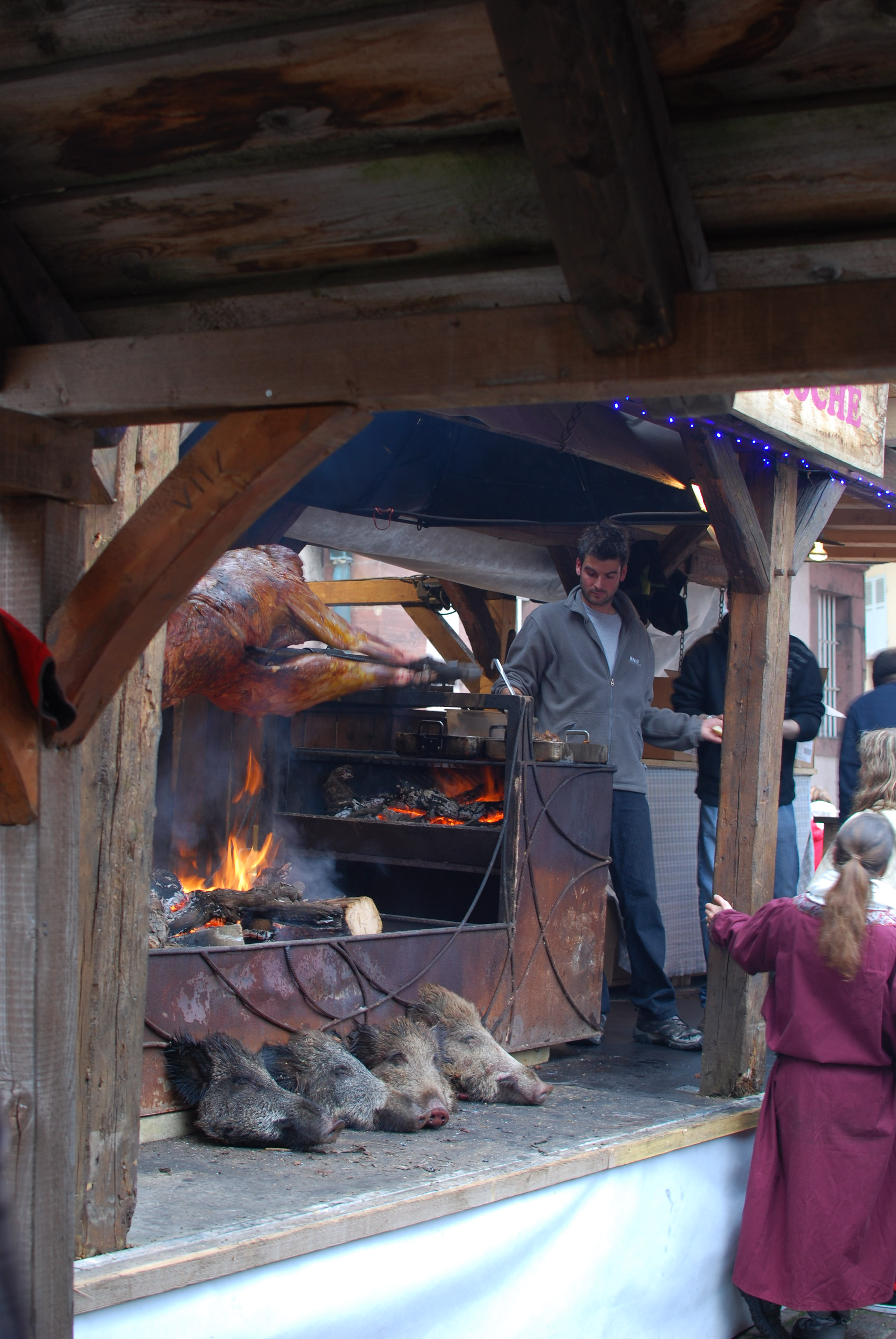
Lors de la fête de Noël médiéval.

### Manifestations culturelles et festivités
La fête des ménétriers (Pfifferdaj) est organisée depuis plusieurs siècles. D'après la tradition, un seigneur de Ribeaupierre aurait donné une pièce à un ménétrier (violoniste ou autre joueur d'instrument) qui avait cassé son instrument. Pour le remercier de sa générosité, les ménétriers choisirent cette famille comme suzerain. C'était il y a plus de 600 ans.
En réalité, au Moyen Âge, les empereurs avaient besoin de surveiller cette corporation remuante, sinon inquiétante. Ils avaient choisi un seigneur alsacien pour en assurer le patronage et lui procurer une organisation. C'est dans ce cadre qu'est née la fête des ménétriers : c'était l'occasion de se retrouver et de régler les conflits.
Les ménétriers se réunissaient dans les auberges de la ville pour la fête de la Nativité de la Vierge (8 septembre) ; ils assistaient à la messe puis rendaient hommage au seigneur dans la grande cour du château. Le lendemain, le tribunal tenait audience. Pendant tous ces jours, il y avait grande ambiance de fête dans toute la ville. Cette situation se prolongea jusqu'à la veille de la Révolution française : le dernier Pfeifertag fut célébré en 1788.
Mais après la Révolution, les Ribeauvillois conservèrent la fête sous le même nom. Elle prit petit à petit de l'importance, grâce aux bénévoles, avec de nombreuses attractions dont la plupart attirent aujourd'hui encore un public de plus en plus nombreux grâce au travail des différentes associations et a lieu tous les premiers dimanches de septembre.

## Économie
La cité des ménétriers possède une activité économique axée sur trois principales activités.
1. La viticulture. Ribeauvillé, qui se situe au beau milieu du vignoble alsacien, est renommée pour ses grands crus en vins blancs et son pinot-noir ; de nombreux viticulteurs assurent un dynamisme économique et commercial soutenu. Bon nombre d'entre eux sont associés dans la Cave de Ribeauvillé, fondée en 1895 avec le nom de Rappoltsweiler Winzerverein[53]. La cave coopérative gère 260 hectares autour de Ribeauvillé, entièrement vendangés à la main, isolant environ 50 terroirs sur huit Grands crus et de nombreux lieux-dits et villages[54].
2. L'industrie. Outre les deux premiers secteurs, une usine du groupe japonais Sony est implantée à Ribeauvillé. Celle-ci a été construite en 1986 et employait jusqu'à 1 600 personnes dans les années 1990. Après plusieurs plans sociaux l'usine compte moins de 400 salariés et a été vendue au groupe Cordon Electronics en 2014[55]. Citons également l'usine de production de la source Carola, l'imprimerie sur étoffe Beauvillé et plusieurs entreprises locales pour compléter les deux premiers secteurs.
3. Le tourisme. Outre ses rues d'architecture médiévale, ses châteaux et autres nombreuses attractions patrimoniales, Ribeauvillé sait attirer de nombreux touristes par ses activités festives qui mobilisent la ville entière tout au long de l'année. Ainsi avec la fête du kougelhopf au mois de juin, sa fête du vin durant le mois de juillet, la fête des ménétriers le premier dimanche de septembre et son célèbre marché de Noël médiéval, Ribeauvillé assure à ses visiteurs un séjour agréable et plein de découvertes.

### Énergie
Des plates-formes de compostage et de méthanisation existent à Ribeauvillé.

## Culture locale et patrimoine

### Lieux et monuments

#### Monuments historiques
L'ensemble des trois châteaux (Château du Girsberg, de Haut-Ribeaupierre et de Saint-Ulrich) fait l’objet d’un classement au titre des monuments historiques (MH) depuis 1841 et 1930.
L'église catholique Saint-Grégoire fait l'objet d'un classement au titre des MH depuis le 13 janvier 1994 et son orgue,,,,.
L'église de l'ancien hôpital fait l'objet d'un classement au titre des MH  depuis le 6 décembre 1898.

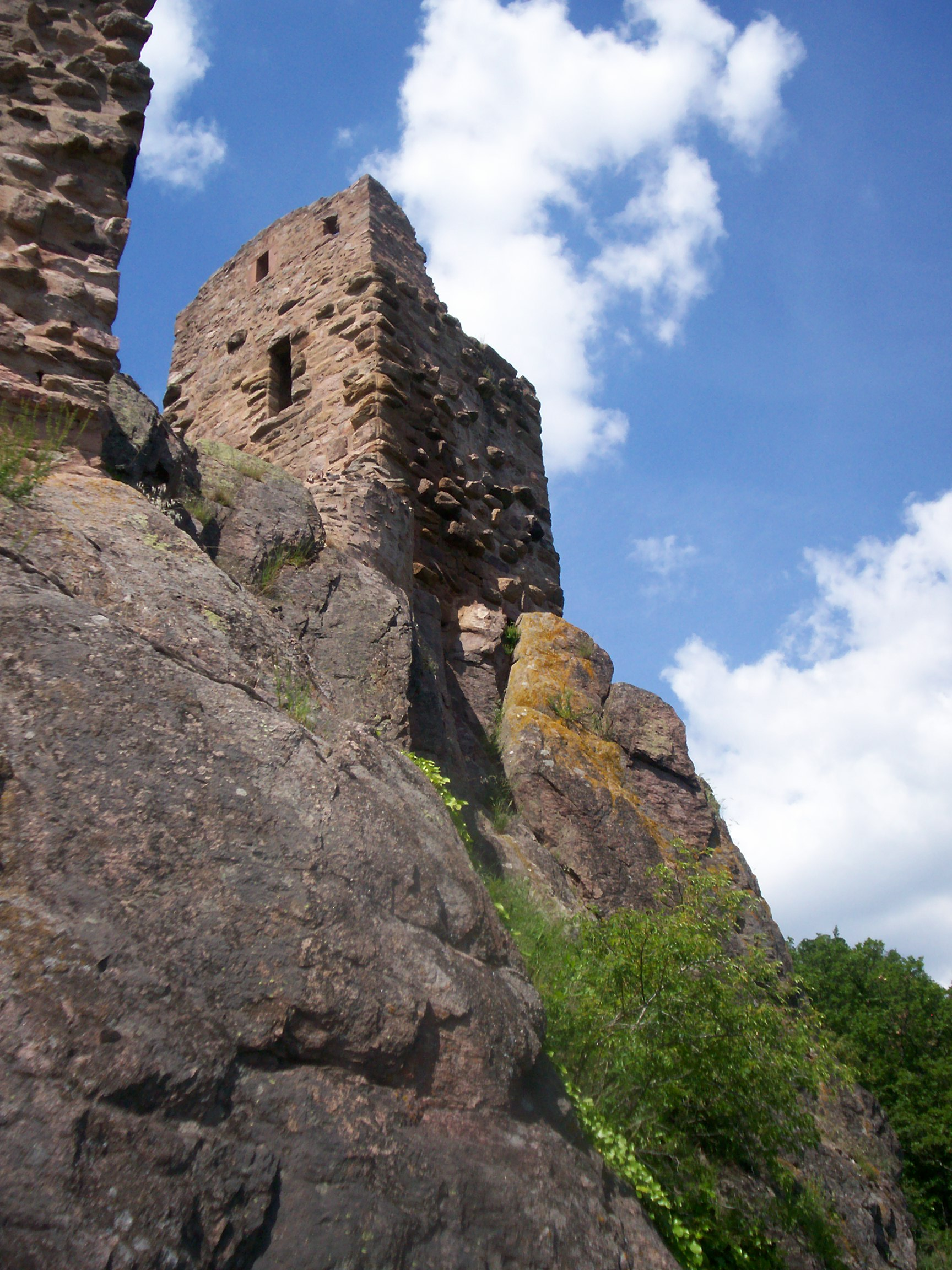
Château du Girsberg.
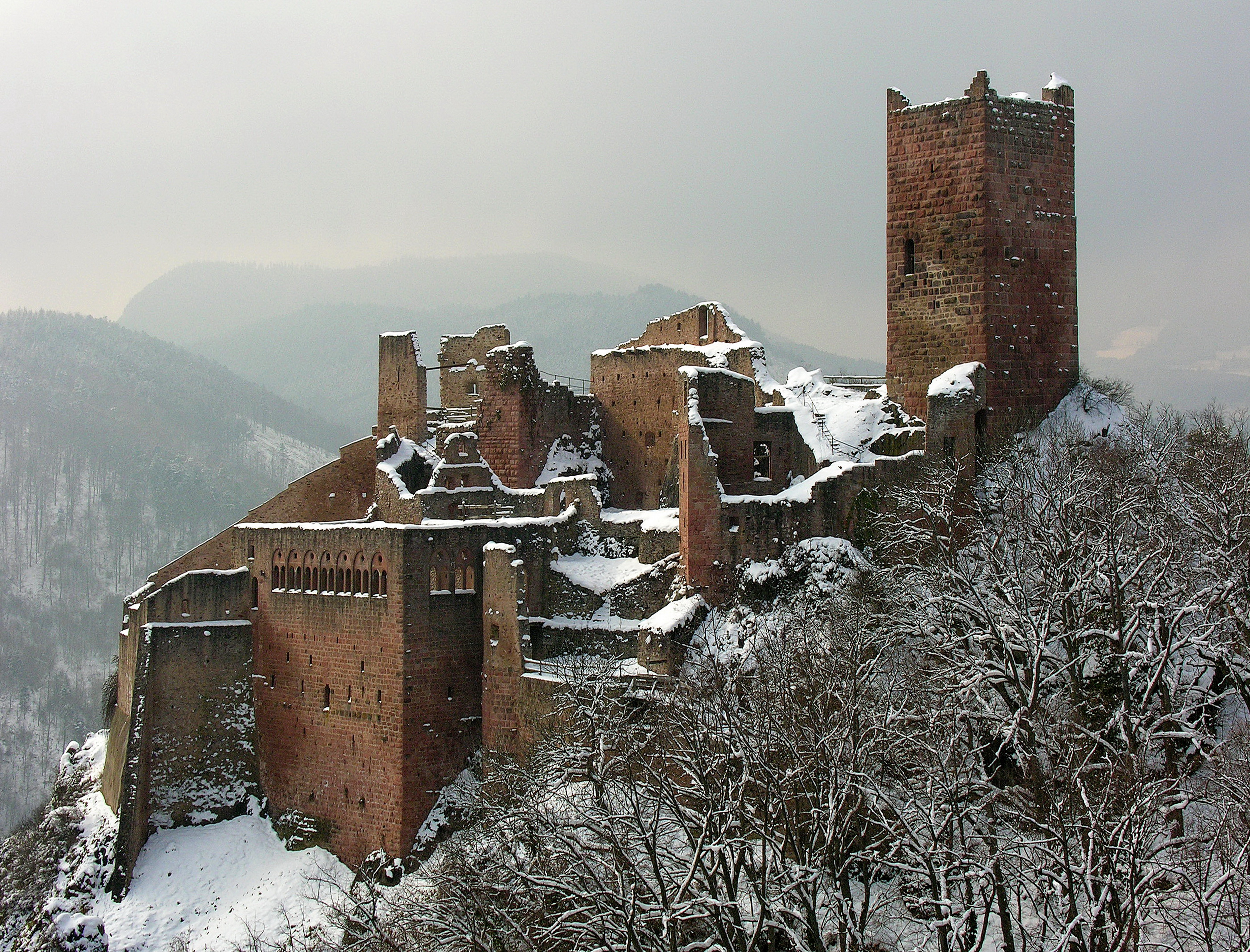
Château de Saint-Ulrich.
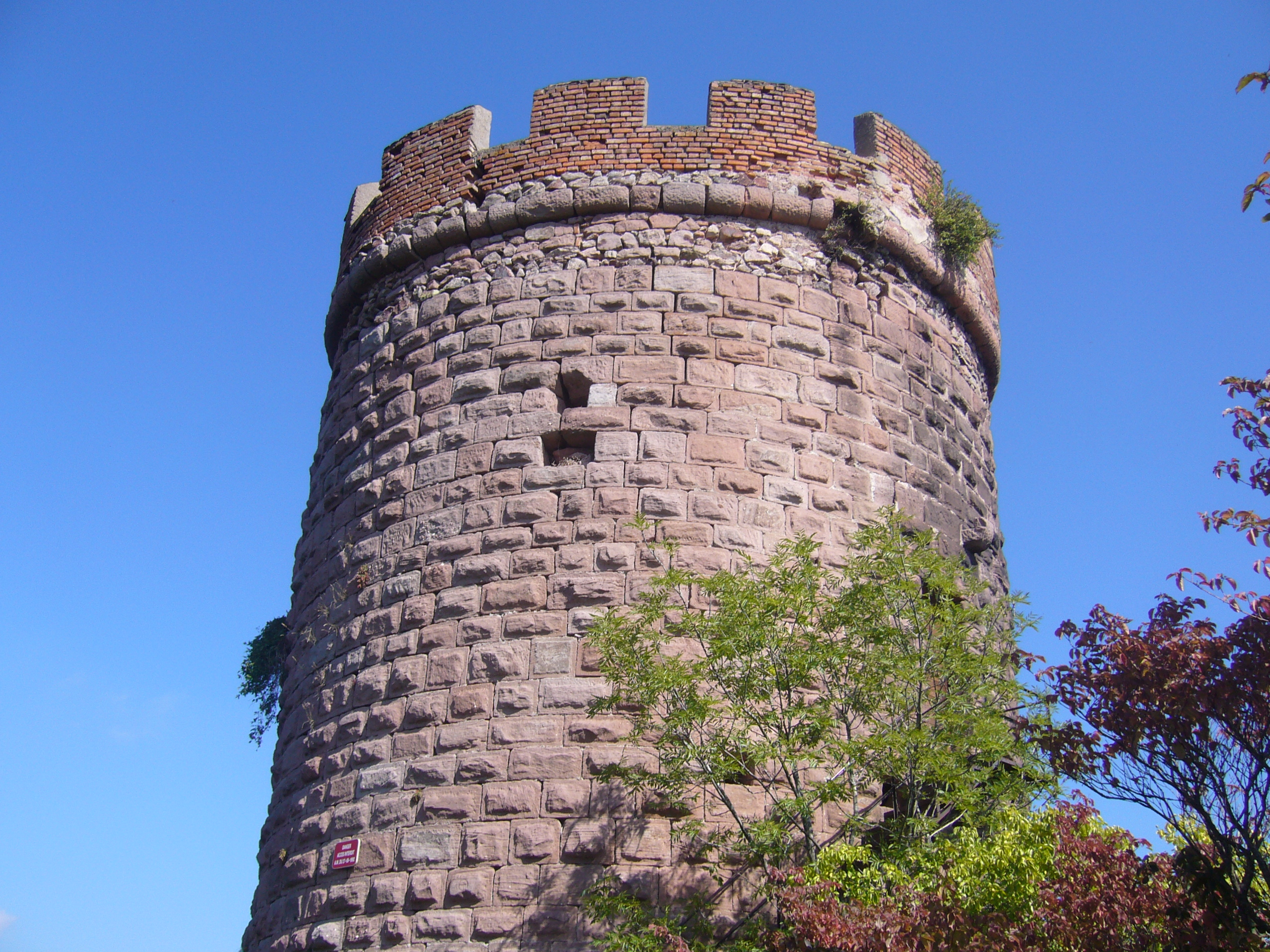
Donjon du Haut-Ribeaupierre.
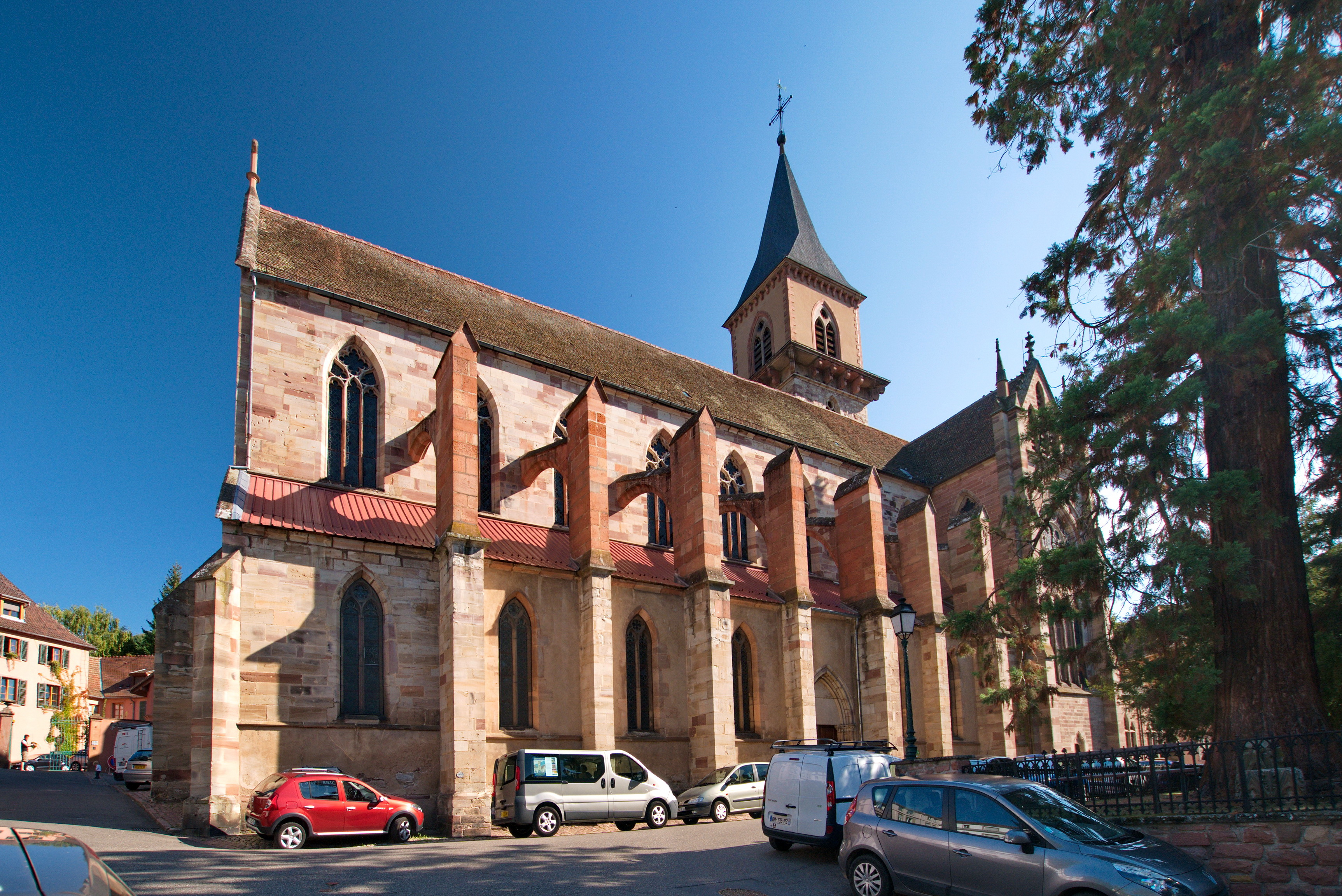
L'église catholique Saint-Grégoire.
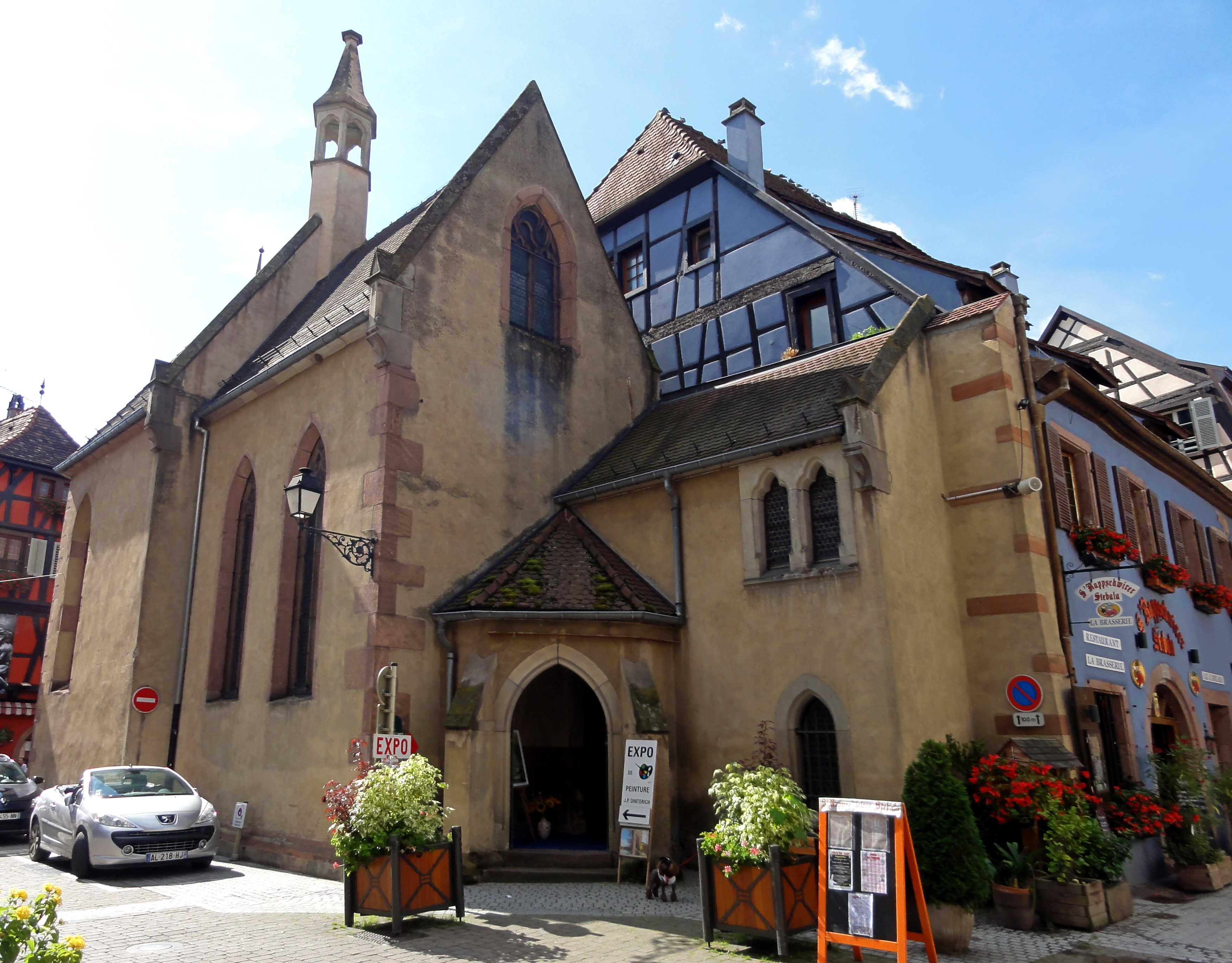
Chapelle Sainte-Catherine de l'ancien hôpital.

L'ancienne église des Augustins, dite de la Providence, fait l’objet d’une inscription au titre des MH depuis 1932.
Le sanctuaire Notre-Dame de Dusenbach fait l'objet d'une inscription au titre des MH depuis 2007.
L'ensemble fortifié des enceintes de la ville fait l'objet d'une inscription au titre des MH depuis 1994.

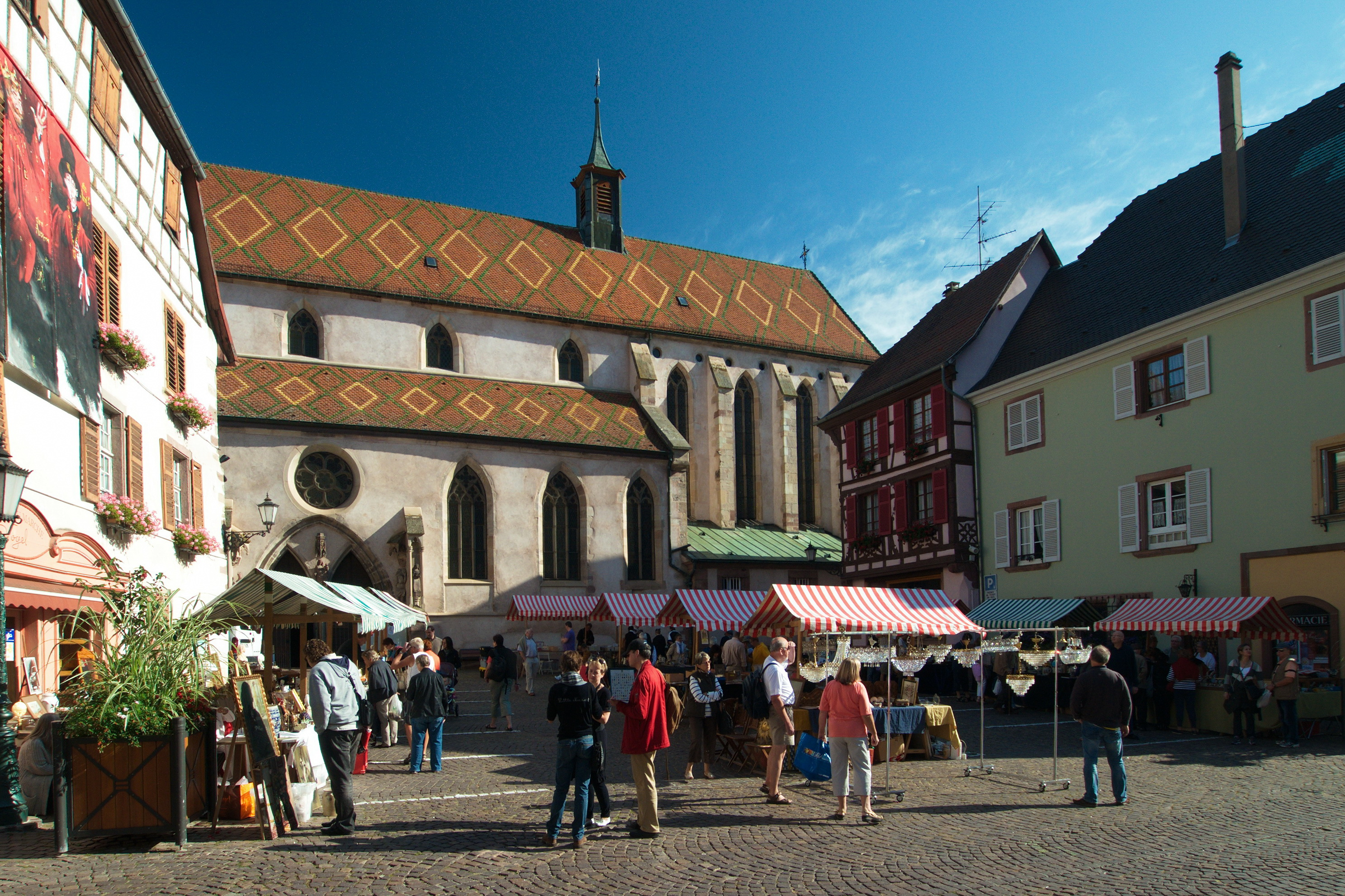
Ancienne église des Augustins, dite de la Providence.
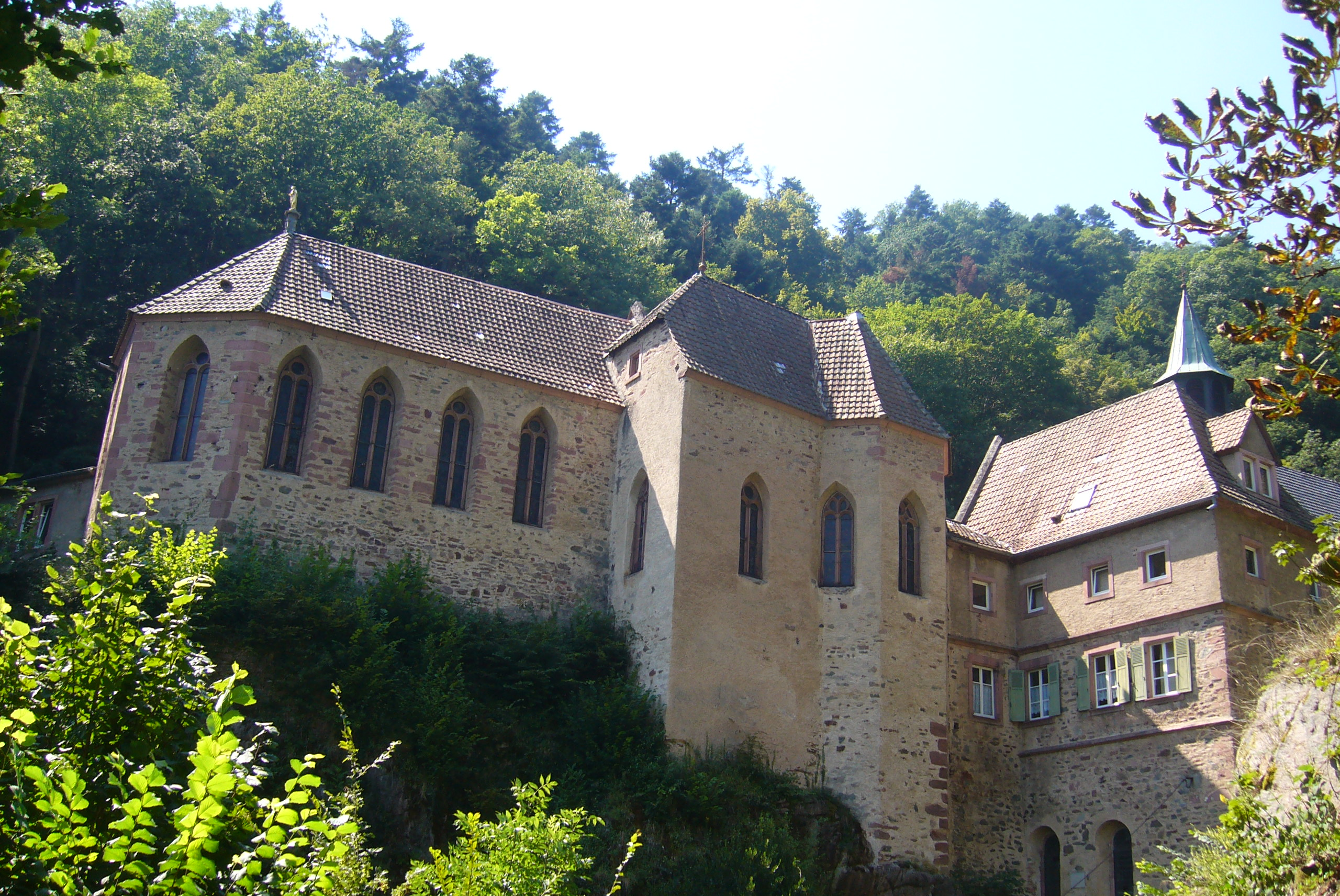
Sanctuaire Notre-Dame de Dusenbach.
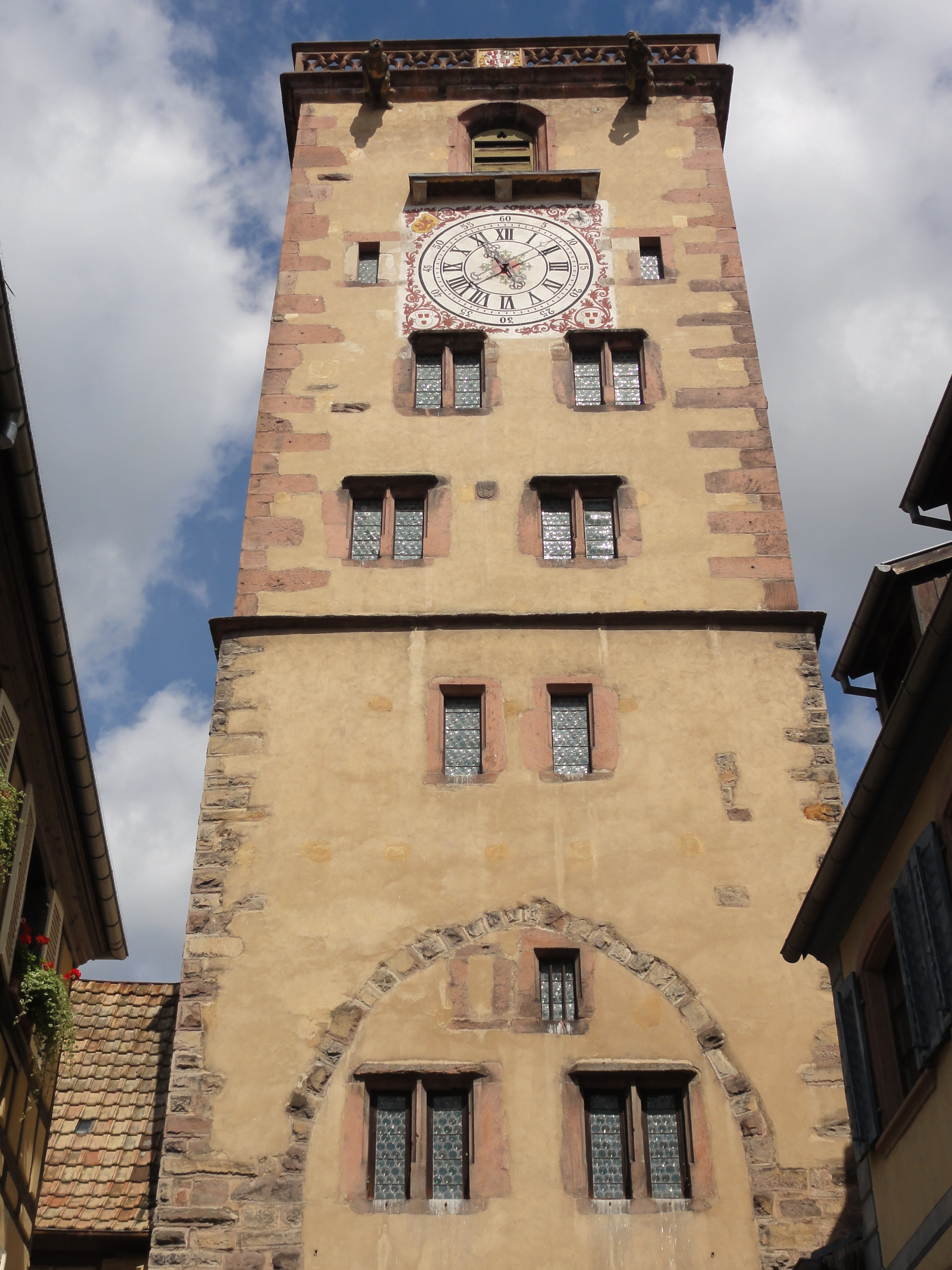
Porte des Bouchers (XIIIe-XVIe)
[69],[70],[71],[72],[73],[74],
[75].
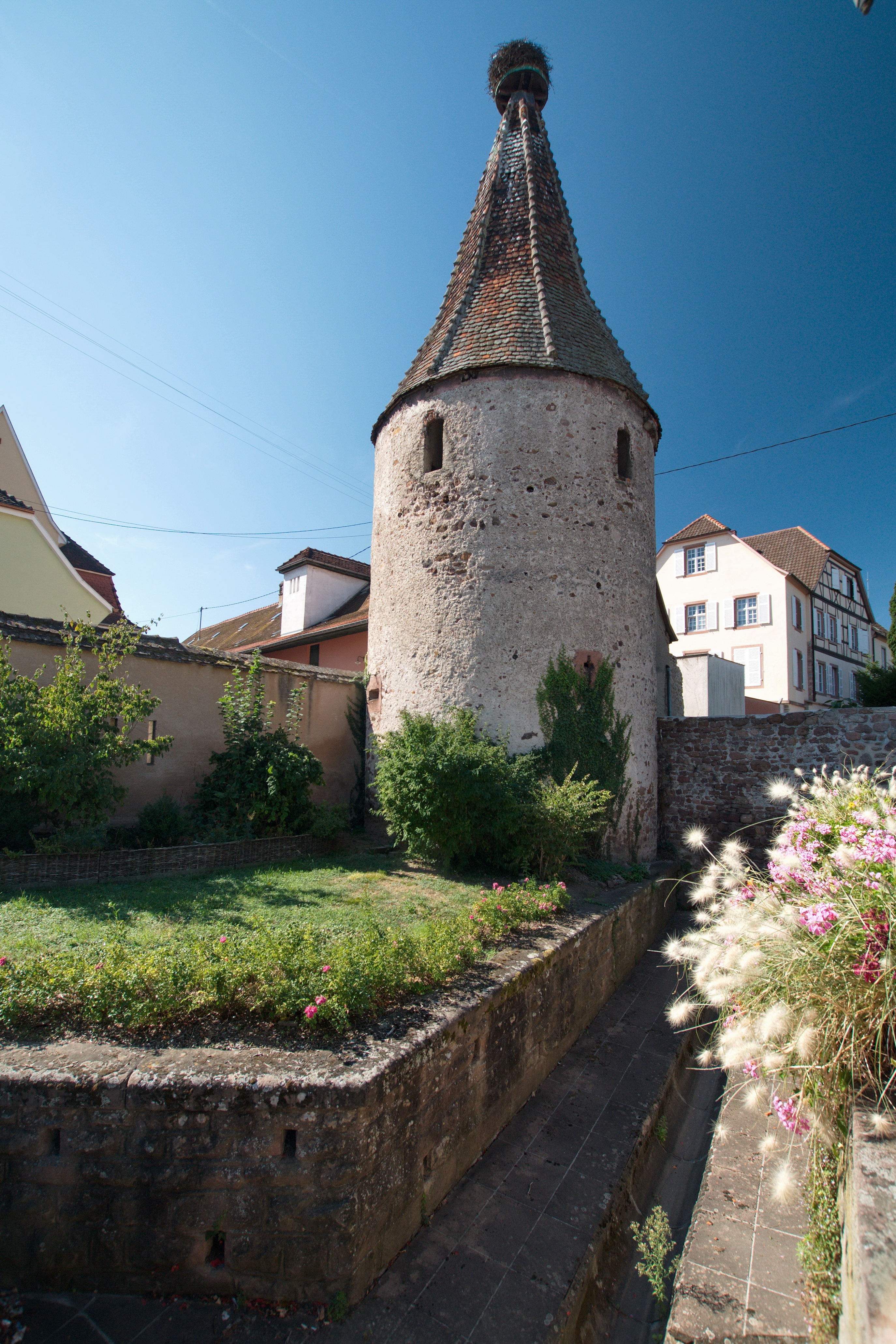
Vestiges de l'enceinte médiévale.

La fontaine hexagonale de 1582 fait l'objet d'une inscription au titre des MH depuis 1932.
La fontaine place de l'Hôtel de ville (1536) fait l'objet d'une inscription au titre des MH depuis 1932.
La fontaine dite du cerf (81 Grande-Rue) fait l'objet d'une inscription au titre des MH depuis 1932.

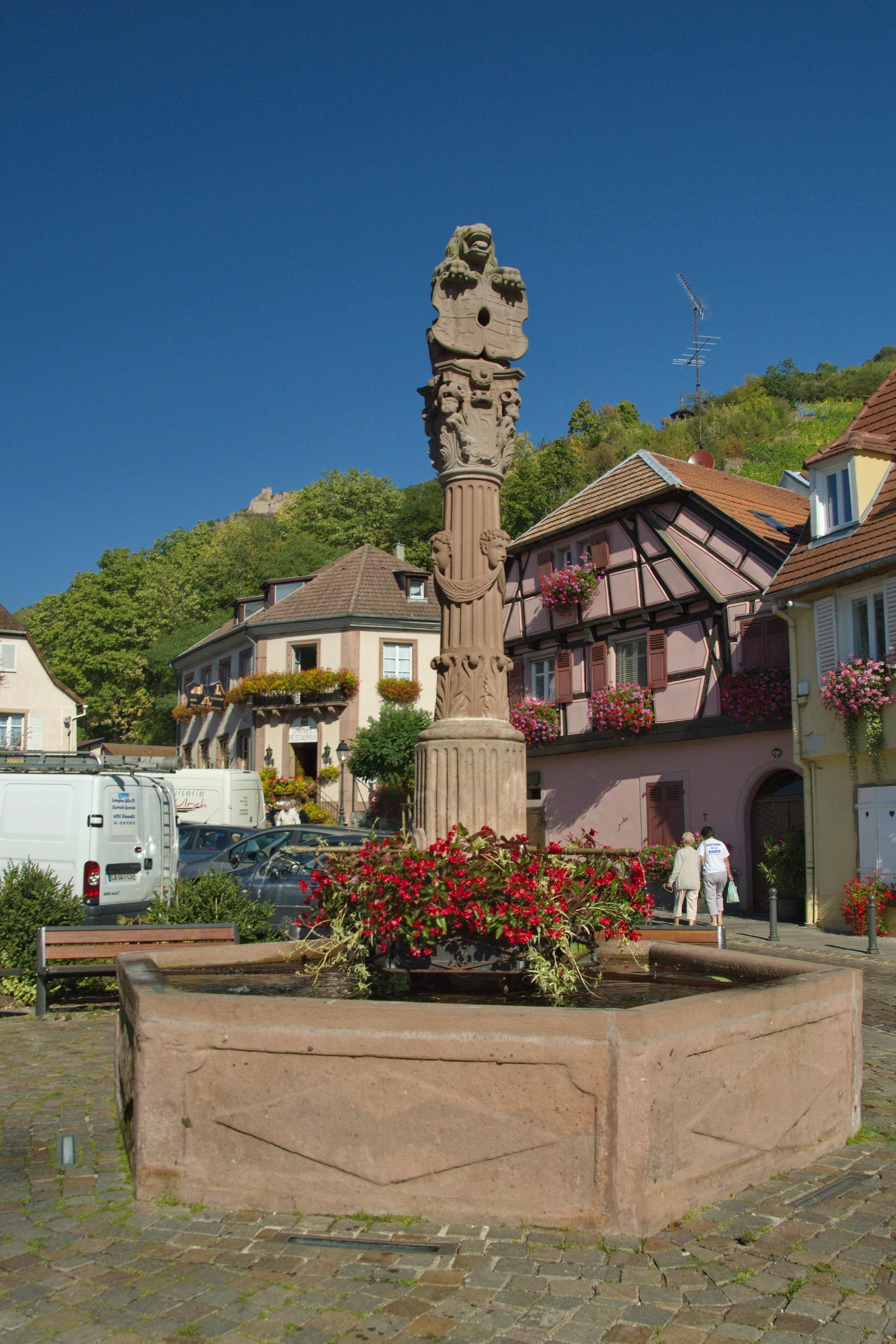
Fontaine hexagonale de 1582, place de la République.
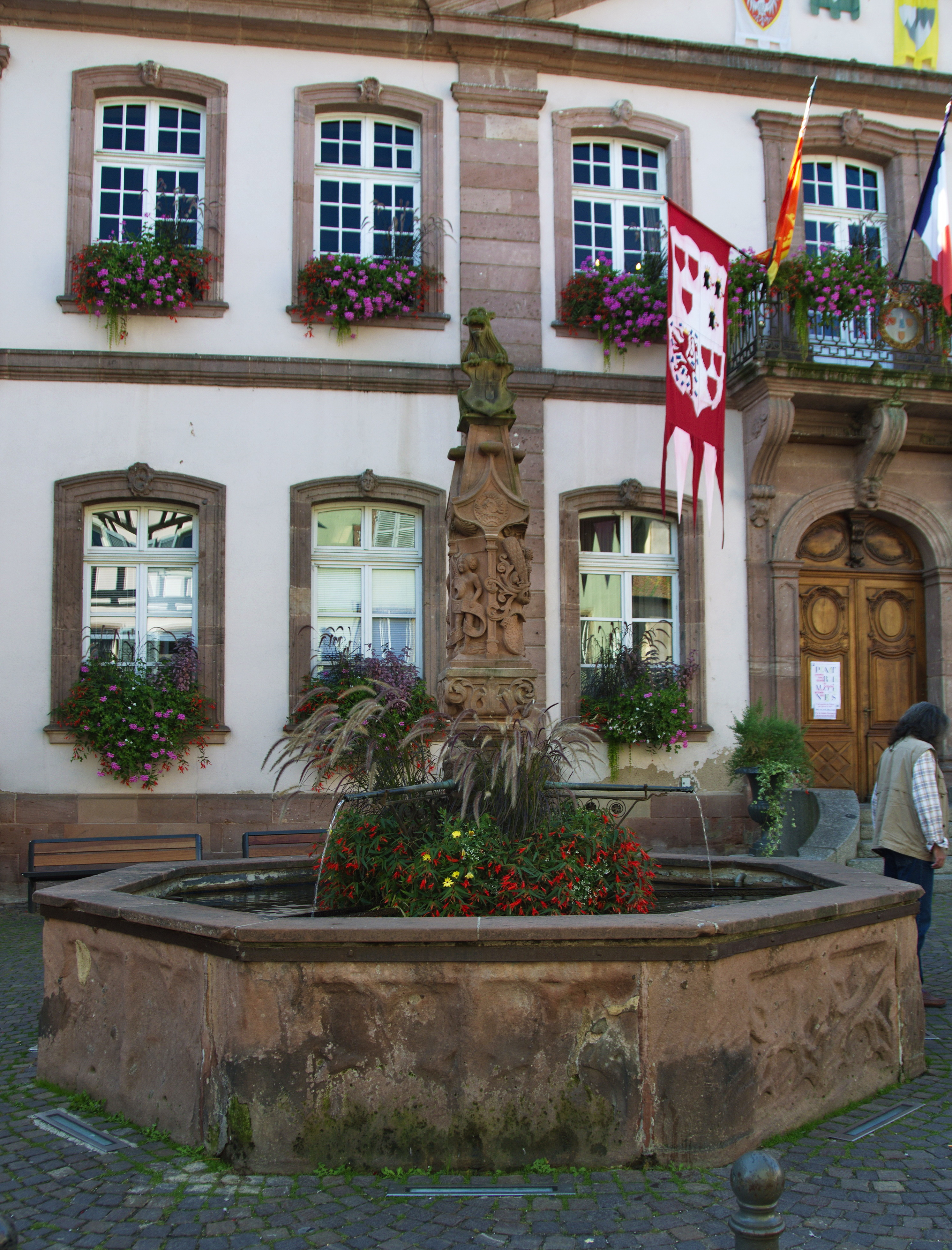
Fontaine place de l'Hôtel de ville (1536).
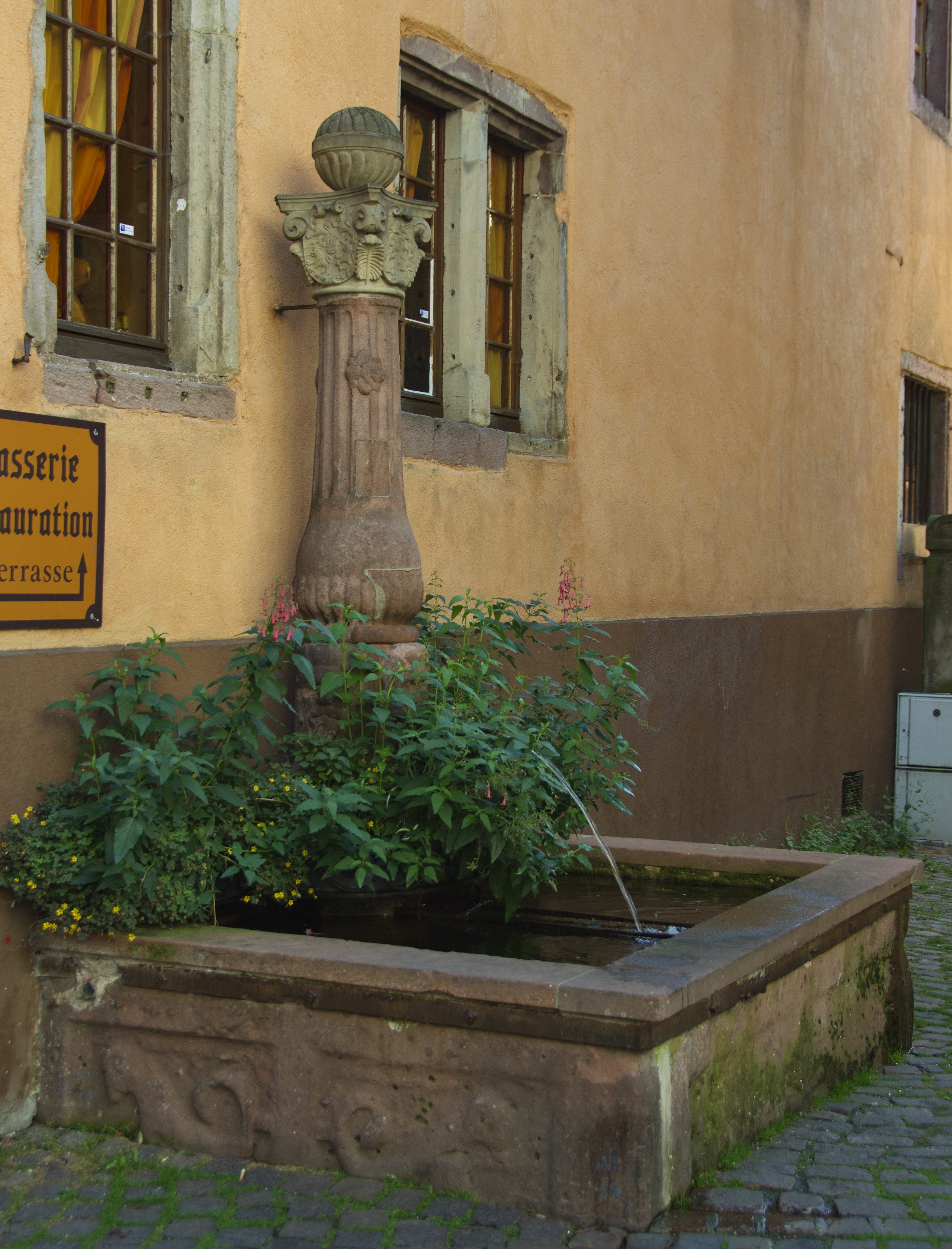
Fontaine dite du cerf, 81 Grande-Rue (XVIe).

L'hôtel de ville fait l’objet d’une inscription au titre des MH depuis 1932.
Le jardin du Château Bas des Ribeaupierre, dit Jardin de l'Hôpital ou Jardin du Diaconat, fait l'objet d’une inscription au titre des MH depuis 1997.
Une maison du XVIe siècle, au 4 rue Salzmann fait l'objet d'une inscription au titre des MH depuis 1932.
Une maison du XVIe siècle, au 21 rue Klobb fait l'objet d'une inscription au titre des MH depuis 1932.
Le portail d'une maison du XVIIe siècle, 7 Grande-Rue fait l'objet d'une inscription au titre des depuis 1932.
Une maison des XVIe et XVIIe siècles, 2 place de l'ancien Hôpital fait l'objet d'une inscription au titre des MH depuis 1932.
La maison, dite des Ménétriers, fait l'objet d'une inscription au titre des depuis 1927.

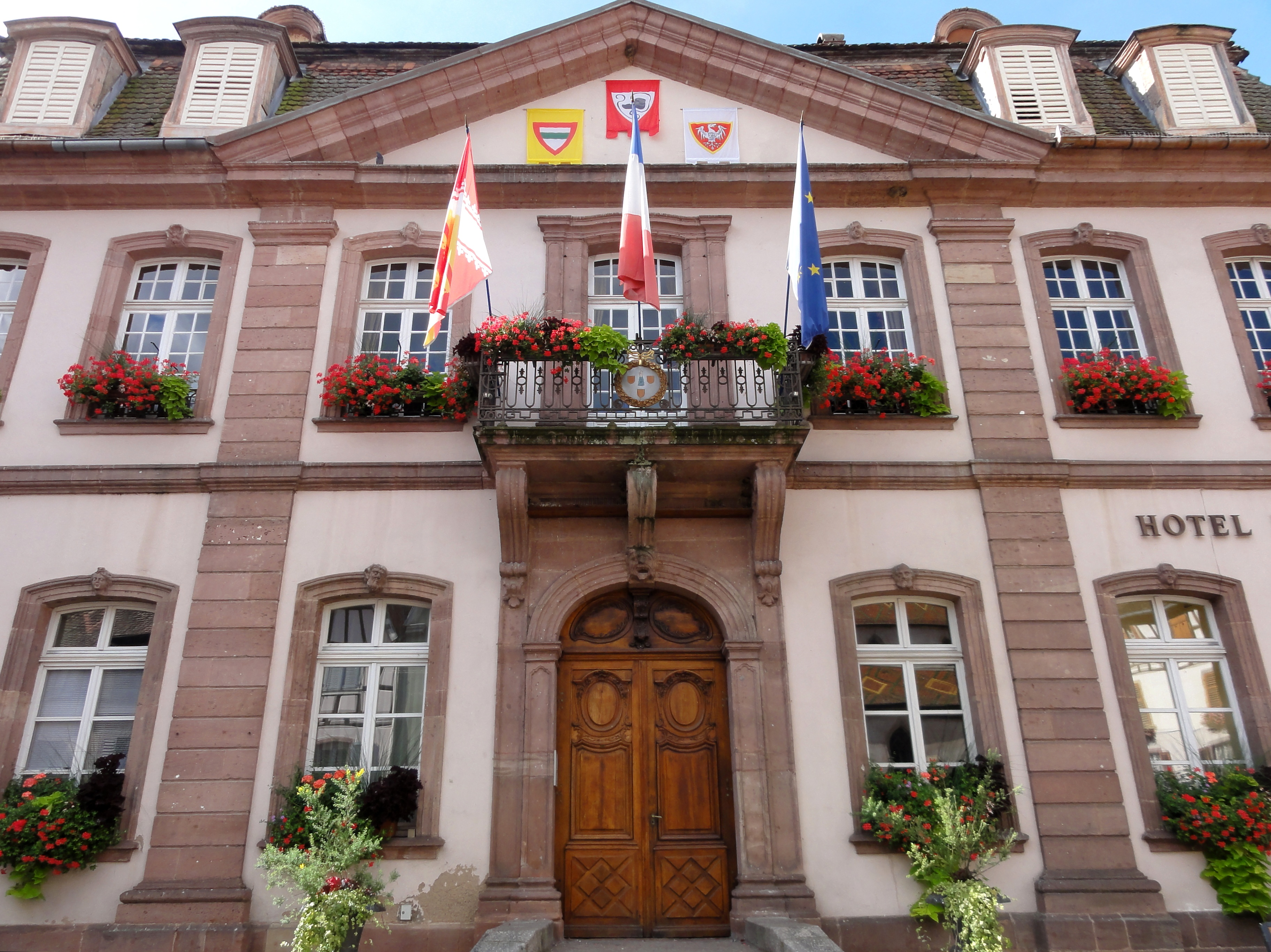
Hôtel de Ville (1775).
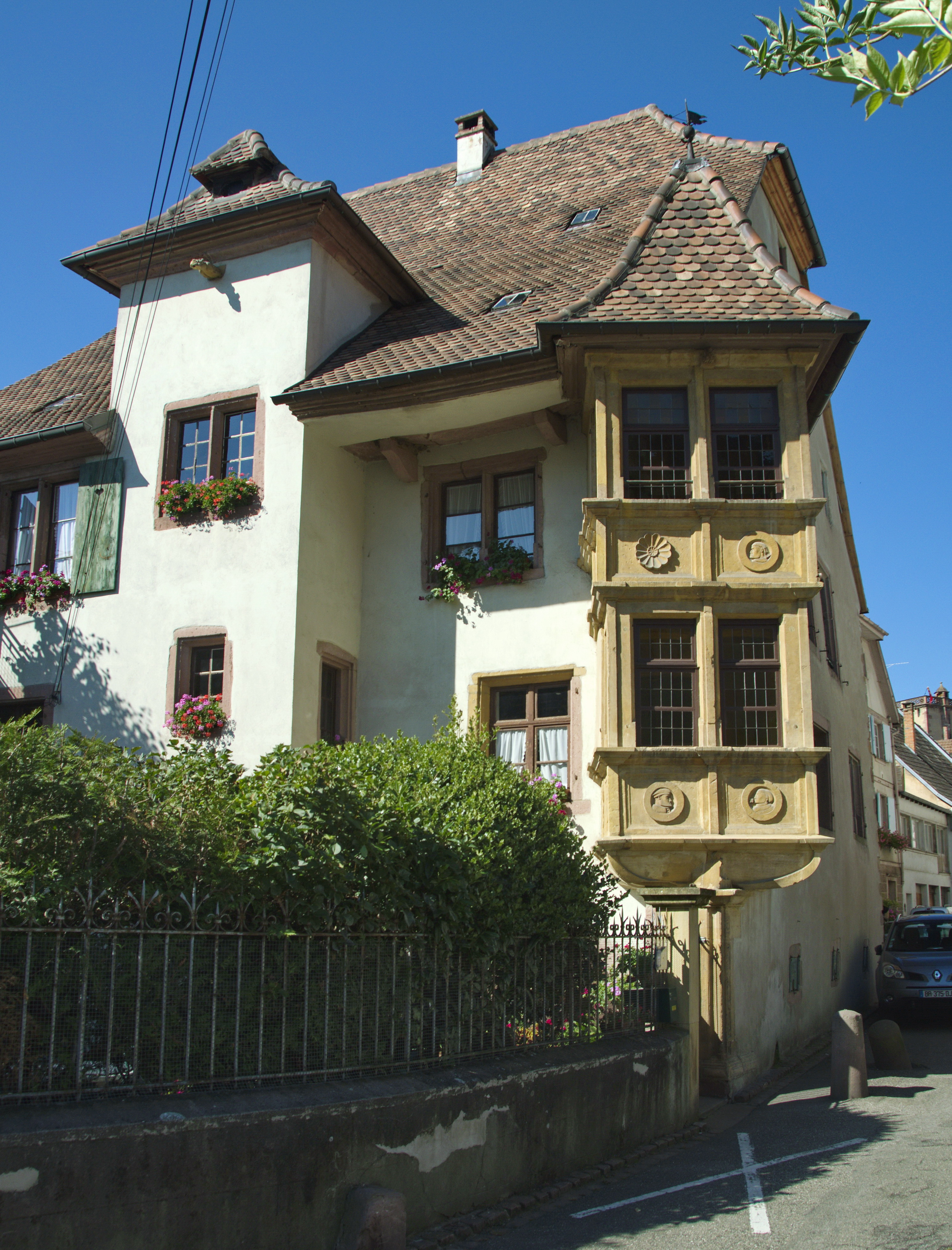
Maison du XVIe siècle, 4 rue Salzmann.
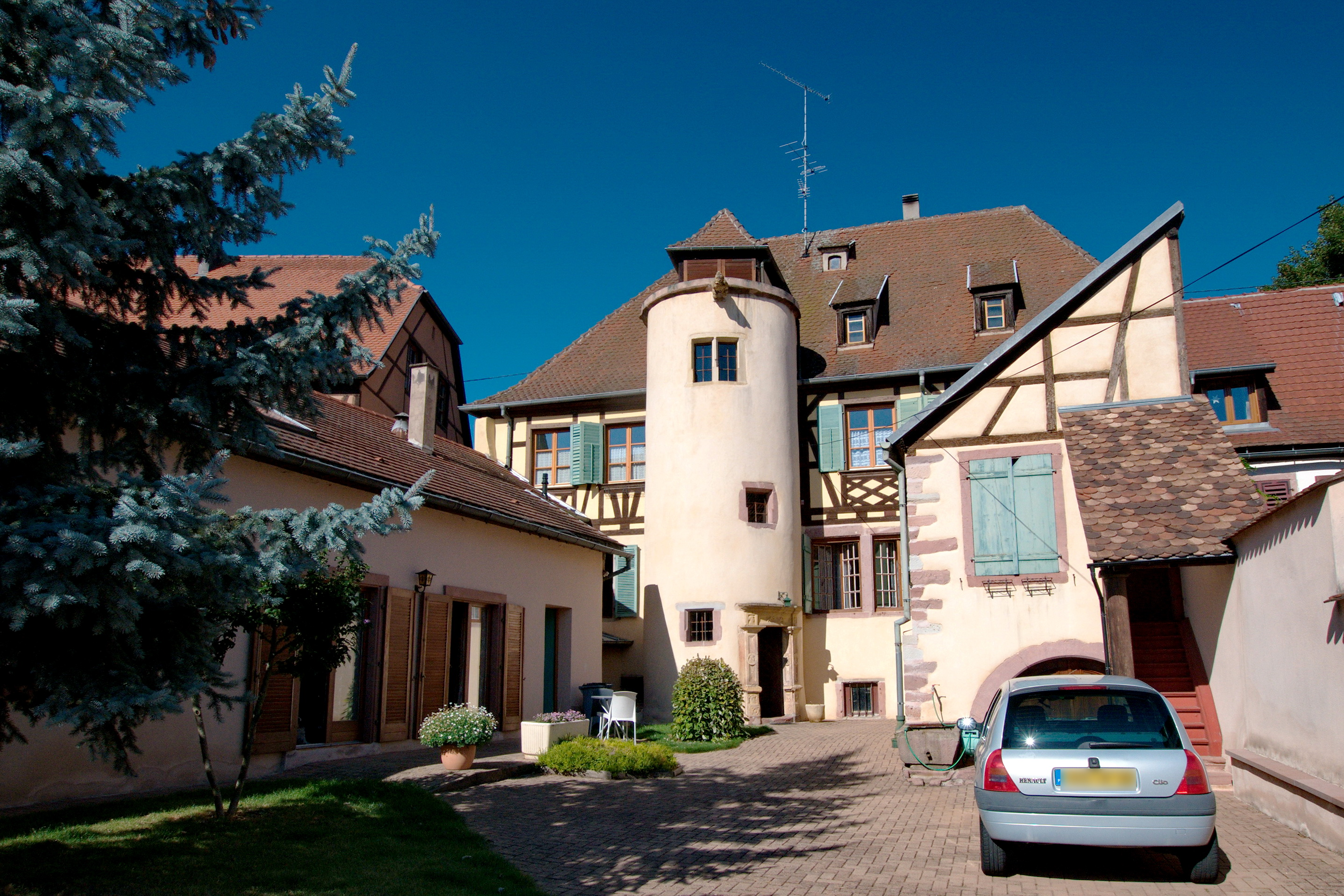
Maison du XVIe siècle, 21 rue Klobb.
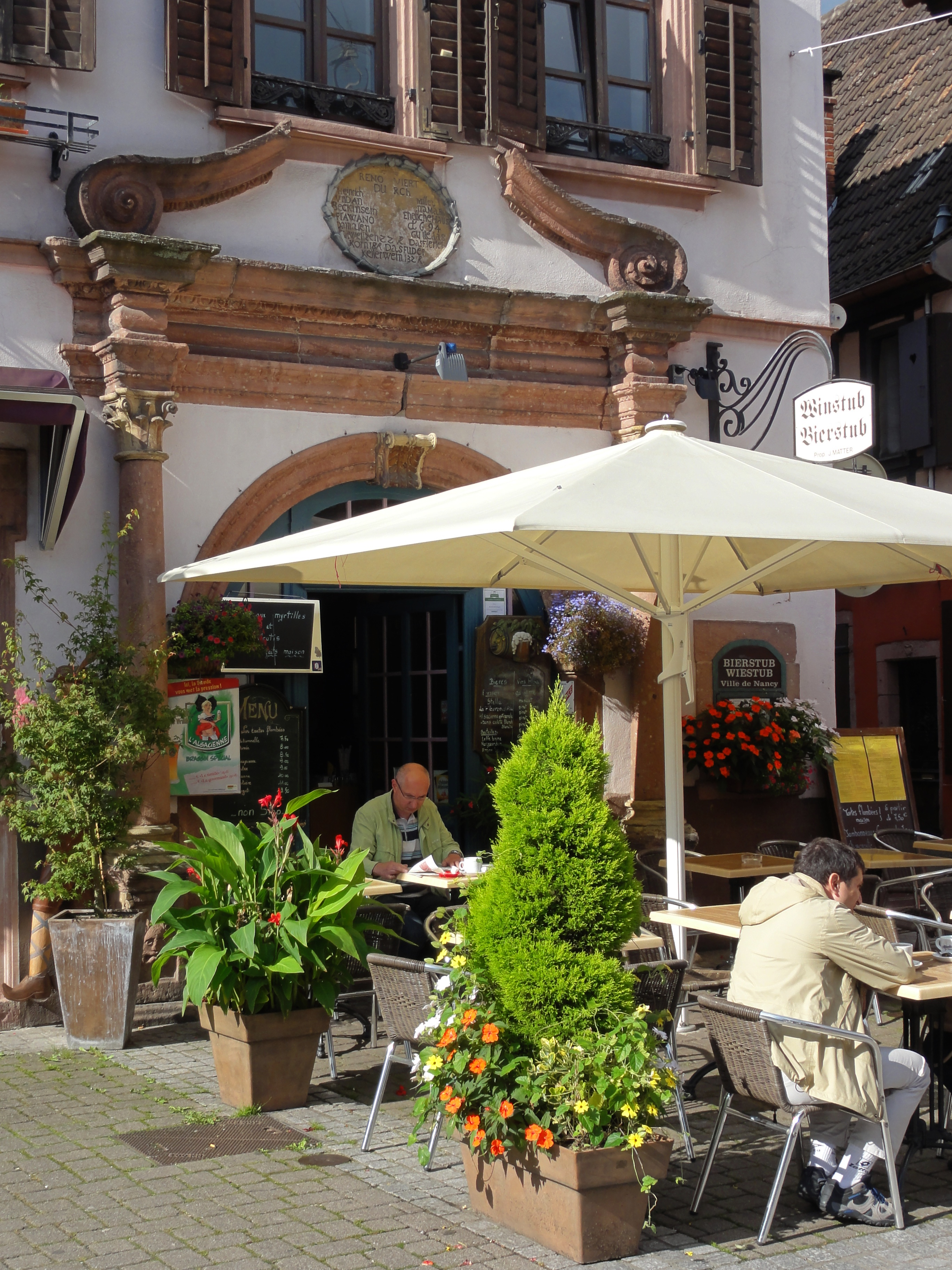
Portail d'une maison du XVIIe siècle, 7 Grande-Rue.
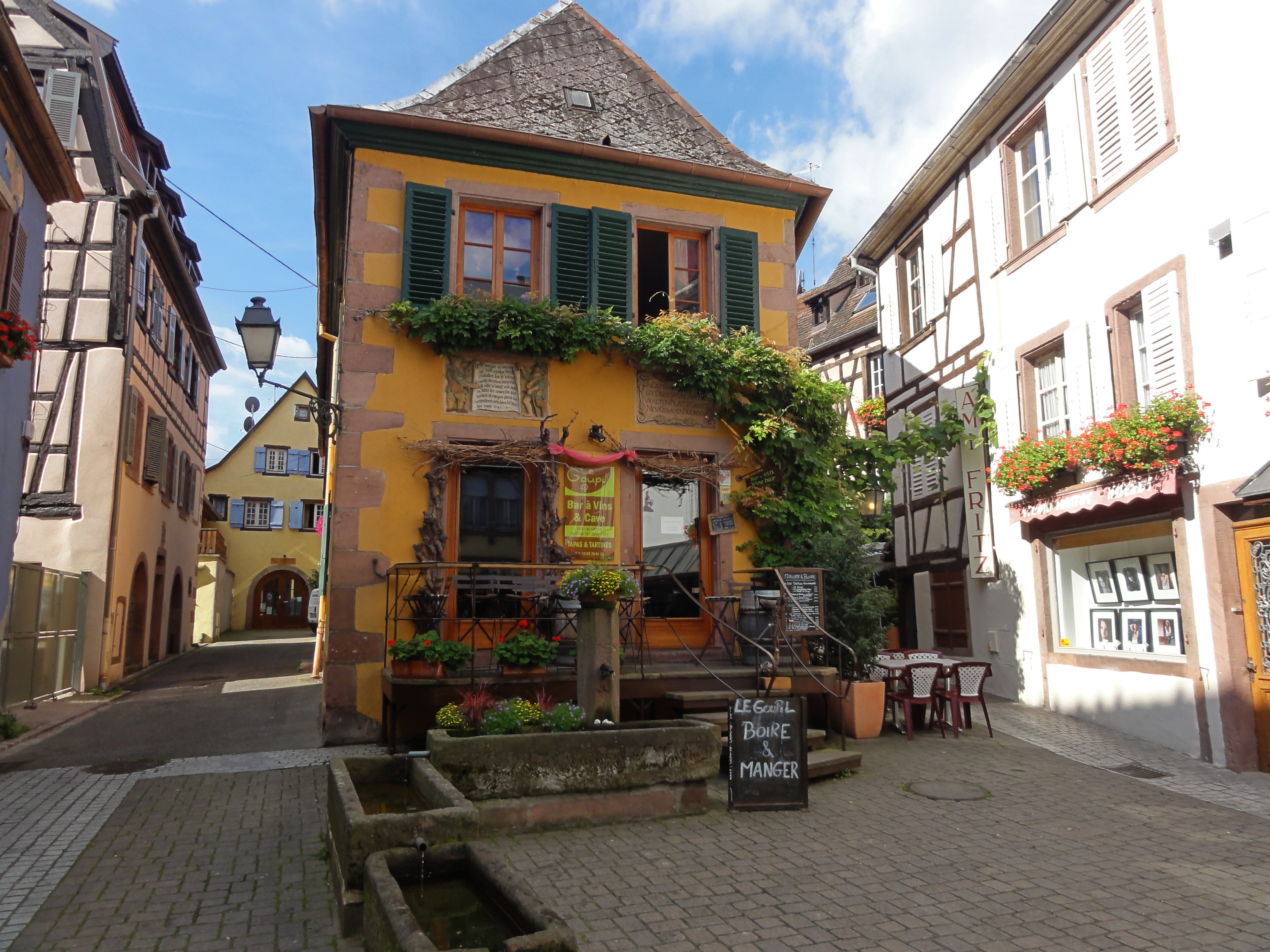
Maison des XVI et XVIIe siècle, 2 place de l'ancien Hôpital.
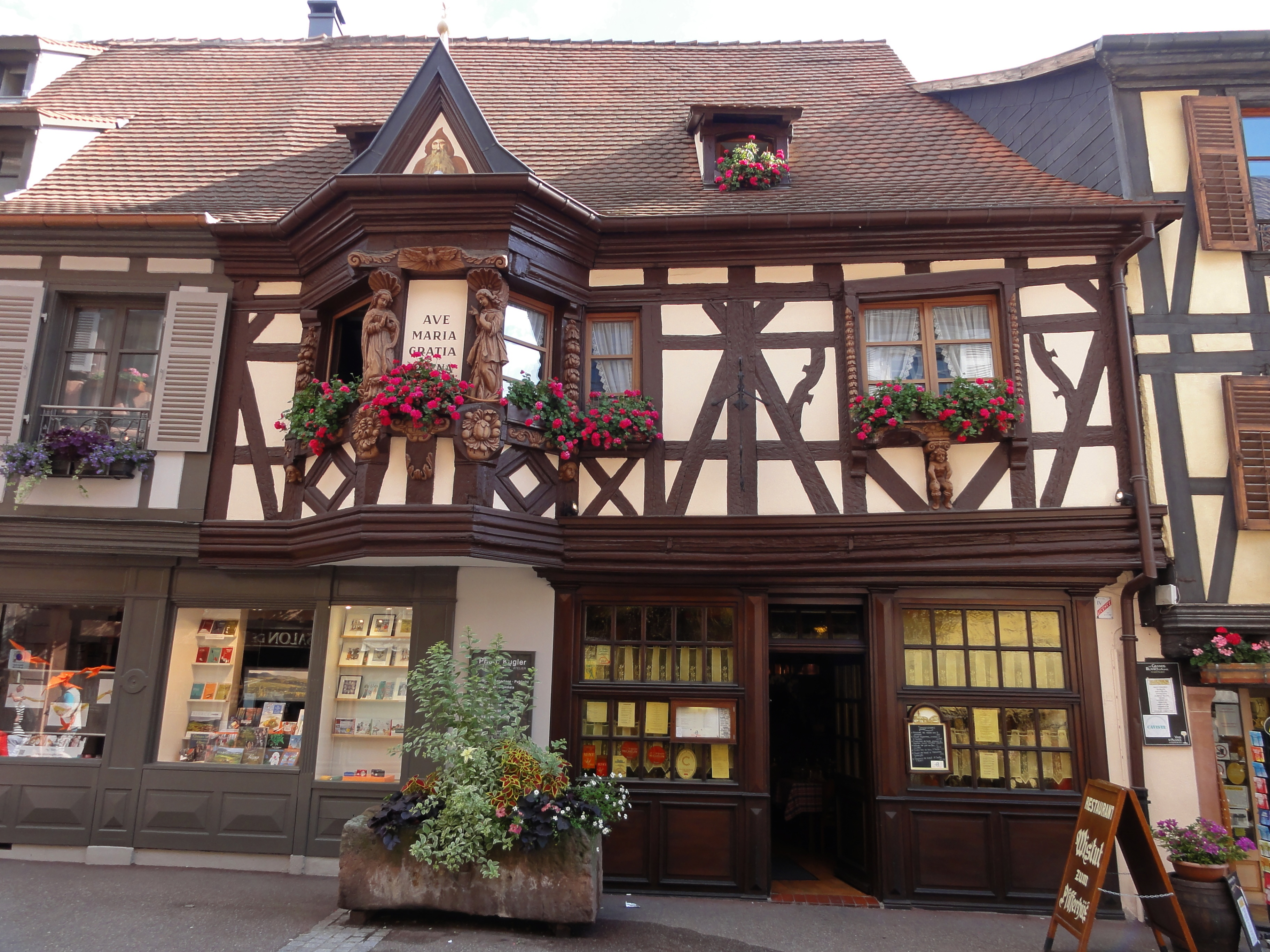
Maison dite des Ménétriers du XVIIe siècle.

#### Autres lieux et monuments
Différents sites et monuments témoignent de la richesse patrimoniale de la ville :
- l'église luthérienne[85] et son orgue[86],[87] ;
- les monuments commémoratifs[88],[89],[90],[91] ;
- le chemin de croix de Dusenbach[92] ;
- la fontaine du vigneron rappelant l’histoire viticole de la ville[93] ;
- la lanterne japonaise[94] ;
- les flutistes[95] ;
- les enseignes[96].

### Personnalités liées à la commune
- Philipp Jacob Spener (1635-1705), théologien, fondateur du courant piétiste y est né.
- Catherine-Agathe de Ribeaupierre (1648-1683), comtesse de Ribeaupierre et par mariage comtesse palatine et duchesse de Deux-Ponts-Birkenfeld (en) y est née.
- Christian Frédéric Dagobert de Waldner de Freundstein (1712-1783), général français y est né.
- Caroline de Palatinat-Deux-Ponts-Birkenfeld (1721-1774), membre de la Maison de Wittelsbach y est née.
- Moyse Lang (1722-1777), marchand juif condamné à mort avec Hirtzel Lévy le 23 décembre 1754 par le bailli de Ribeaupierre, innocenté après cassation par le Conseil Privé du Roi à Versailles y est né.
- Johann Baptist Wendling (1723-1797), flûtiste et compositeur de renom. Ami de Mozart y est né.
- Frédéric-Michel de Deux-Ponts-Birkenfeld (1724-1767), comte palatin de Deux-Ponts-Birkenfeld et comte de Rappolstein (Ribeaupierre) y est né.
- David Ortlieb (1725-1801), général des armées de la République, né et décédé dans la commune.
- Christine de Deux-Ponts-Birkenfeld (1725-1816), comtesse de Palatine de Deux-Ponts-Birkenfeld par la naissance et par mariage princesse de Waldeck-Pyrmont y est née.
- Joseph Adam Lorentz (1734-1801), général et professeur de chirurgie y est né.
- Christophe Philippe de Rathsamhausen (1736-1820) officier et député, y est né.
- Jacob Meyer (1739-1830), grand-rabbin français et président du Consistoire israélite du département du Bas-Rhin, député à l'Assemblée générale y est né.
- Jean-Michel Beysser (1753-1794), est général d'armée y est né, et meurt guillotiné pendant la Révolution.
- Sigismond Frédéric de Berckheim (1772-1819), général des armées de la République et de l'Empire, y est né et est décédé à Paris.
- Amélie de Berckheim (1776-1855), femme de l'industriel Jean-Albert de Dietrich y est née. Et après sa mort, elle dirige la maison de Dietrich, la hissant comme l'une des premières femmes d'affaires dans le monde industriel[97].
- Frédéric Steiner (1788-1869)[98], industriel du « rouge turc » ou « rouge Steiner » parti en Angleterre. Son neveu Charles Émile Steiner sera à l’origine des textile Beauvillé toujours établis à Ribeauvillé.
- Louis Liechtenberger (1789-1879) avocat et homme politique y est né.
- Marie Jean-Baptiste Balthazar Magnier (1792-1849), homme politique y est né.
- Laurent Mulhenbeck (1794-1852), homme politique y est né.
- André Friedrich (1798-1877), sculpteur y est né.
- Carl August von Steinheil (1801-1870), physicien et astronome, un des inventeurs du télégraphe électrique y est né.
- Josué Hofer, (1805-1876), homme politique y est né.
- Germain Sée (1818-1896), médecin, passé à la postérité pour ses travaux sur l'ergot de seigle y est né.
- Auguste Salzmann (1824-1872), photographe et archéologue à qui l'on doit les premières photographies archéologiques (1854) de Jérusalem et sa Vieille ville y est né.
- Maurice Lévy (1838-1910), mathématicien, inventeur, physicien et ingénieur, améliore la sécurité des barrages, y est né.
- Henry Farny (1847-1916), peintre et un illustrateur américain d'origine française y est né.
- Jean-François Arsène Klobb (1857-1899), officier supérieur y est né.
- Karl Bonatz (1882-1951), architecte allemand y est né.
- Paul Winter (1906-1992), athlète de lancers de disqueet médaillé de bronze aux Jeux olympiques d'été de 1932 y est né.
- Monseigneur Jean-Julien Weber[99] (1912-1981), évêque de Strasbourg et archevêque français, y est mort.
- Christian Wilsdorf (1926-2019), archiviste et historien spécialiste de l’Alsace y est né.
- Claude Leron (1944-), catcheur y est né.
- Jean-Louis Christ (1951-), homme politique y est né.
- Hubert Keller (1954-), chef cuisinier français, y est né.

### Héraldique
| Blason de Ribeauvillé | Les armes de Ribeauvillé se blasonnent ainsi : « D'argent à la main bénissant de carnation posée en pal et habillée d'azur, accompagnée de trois écussons de gueules, deux et un. » |